# 2018 في العلم
تحتوي هذه المقالة على عدد من الأحداث العلمية المهمة أو المقرر إجراؤها في عام 2018.

## الأحداث

### يناير

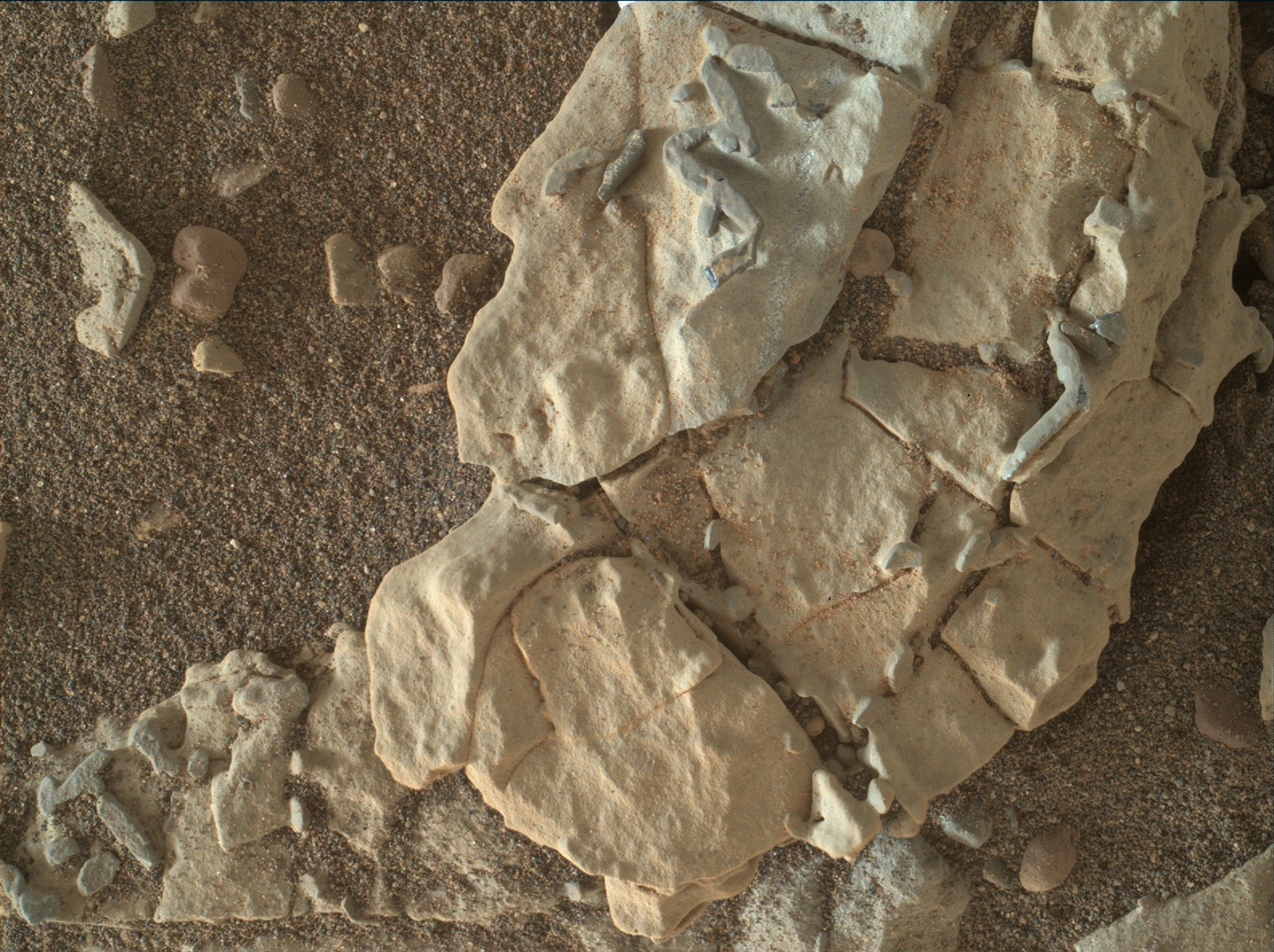
5 يناير: أشكال صخرية غريبة (بيولوجية أو جيولوجية؟) تم العثور عليها على المريخ من طرف المركبة كريوسيتي.

- 1 يناير - قام باحثون في جامعة هارفارد، يكتبون في تكنولوجية النانو الطبيعية، بالكشف عن أول عدسة مفردة يمكن أن تركز كل ألوان قوس قزح في نفس البقعة وبدقة عالية، لا يمكن تحقيقها في السابق إلا باستخدام عدسات متعددة.[3][4]

- 2 يناير - أعلن علماء الفيزياء في جامعة كورنيل عن إنشاء «عضلة» لتغيير شكل الروبوتات والخلايا الروبوتية.[5][6]
- 3 يناير
  - أفاد باحثون في مجال الكمبيوتر باكتشاف نقطتي ضعف أمنية رئيسية، واسمهما "Meltdown" و "Specter"، تقريبًا في جميع المعالجات الدقيقة داخل أجهزة الكمبيوتر في العالم.
  - كشف علماء روما عن أول يد إلكترونية مع احساس باللمس يمكن ارتداؤها خارج المختبر.
- 4 يناير - ابتكر الباحثون في معهد ماساتشوستس للتكنولوجيا طريقة جديدة لخلق ألياف النانو أقوى وأكثر مرونة.
- 5 يناير - قام الباحثون بالكشف عن صور (بما في ذلك صورة -1) مأخوذة من مركبة «كوريوسيتي» على سطح المريخ تظهر أشكالًا صخرية غريبة قد تتطلب مزيدًا من الدراسة للمساعدة في تحديد بشكل أفضل ما إذا كانت الأشكال بيولوجية أو جيولوجية. في وقت لاحق، قدم عالم علماء الأحياء الفلكية إدعاءً مماثلاً بناءً على صورة مختلفة (الصورة 2) مأخوذة من نفس المركبة.
- 8 يناير - ذكرت الإدارة الوطنية للمحيطات والغلاف الجوي (NOAA) أن عام 2017 كان أعلى عام مسجل في الكوارث ذات الصلة بالمناخ والطقس في الولايات المتحدة.
- 9 يناير

9 يناير: تم الإبلاغ عن حدوث نكس كبير محتمل لـ CRISPR ، حيث يظهر أنه يؤدي إلى استجابة مناعية لدى العديد من البشر.

  - 9 يناير: تم الإبلاغ عن حدوث نكس كبير محتمل لـ CRISPR ، حيث يظهر أنه يؤدي إلى استجابة مناعية لدى العديد من البشر.تم اكتشاف نمط في الكواكب الخارجية بواسطة فريق من الباحثين متعددي الجنسيات بقيادة جامعة مونتريال: الكواكب التي تدور حول النجم نفسه تميل إلى أن يكون لها أحجام مماثلة ومتباعدة بينها بمسافة منتظمة. قد يعني هذا أن معظم أنظمة الكواكب تشكلت بشكل مختلف عن النظام الشمسي.
  - تحليل للحجرهيباتيا Hypatia يبين أن له أصل مختلف عن الكواكب والكويكبات المعروفة. يمكن أن تكون أجزاء منه أقدم من النظام الشمسي.
  - تشير دراسة جديدة قام بها باحثون في جامعة ستانفورد إلى أن أسلوب الهندسة الوراثية المعروف باسم «كريسبر» قد يؤدي إلى استجابة مناعية لدى البشر، مما يجعلها غير فعالة في حياتهم.
- 10 يناير - قام باحثون في كلية إمبريال كوليدج وكينغز كوليدج بلندن بنشر بحث في مجلة ساينس ريبورت (Scientific Reports) حول تطوير تقنية جديدة للطباعة الثلاثية الأبعاد، تسمح بالطباعة الأكثر دقة لأعضاء الأنسجة الرخوة، مثل الرئتين.
- 11 يناير
  - في دراسة نشرت في دورية Cell ، اظهر باحثون من جامعة بنسلفانيا طريقة يمكن من خلالها تدريب الجهاز المناعي البشري على الاستجابة بشكل أكثر فعالية للأمراض والالتهابات.
  - تجربة لناسا، محطة الاستكشاف لتكنولوجيا التوقيت والتنقل بالأشعة السينية (SEXTANT)، توضح كيف أن المركبة الفضائية ربما تحدد موقعها في الميلي ثانية من خلال التركيز على النجوم النابضة في الفضاء.
- 15 يناير
  - برامج الذكاء الاصطناعي التي طورتها مايكروسوفت Microsoft وعلي بابا Alibaba تحقق متوسط أداء أفضل في اختبار القراءة والفهم بجامعة ستانفورد من البشر.
  - علماء جامعة واشنطن ينشرون تقريرا في مجلة نيتشر كيميكال Nature Chemistry عن تطوير شكل جديد من نظام التسليم للأدوية العلاجية قائم على المواد البيولوجية، والتي تطلق فقط محتواياتها تحت ظروف فسيولوجية معينة، مما يحتمل أن يقلل من الآثار الجانبية للمخدرات في المرضى.
  - اعلنت جامعة بنسلفانيا في الولايات المتحدة الأمريكية عن التجارب السريرية البشرية في المكتبة الوطنية الأمريكية، والتي ستشمل استخدام تقنية كريسبر لتعديل الخلايا التائية للمرضى الذين يعانون من الأورام النقوية المتعددة، والساركوما، وسرطان الميلانوما، للسماح للخلايا بمكافحة السرطانات بشكل أكثر فعالية، الأولى من تجاربهم تتم في الولايات المتحدة.
- 17 يناير - مهندسون في جامعة تكساس في أوستن، بالتعاون مع علماء جامعة بكين، يعلنون عن إنشاء جهاز تخزين ذاكرة في طبقة سميكة واحدة فقط؛ ما يسمى ب "atomristor".
- 18 يناير
  - ذكرت ناسا ووكالة نوا NOAA أن عام 2017 كان العام الأشد حرارة على مستوى العالم دون وجود ظاهرة النينيو El Niño، ومن بين الثلاثة الأوائل الأكثر سخونة بشكل عام.
  - أبلغ الباحثون عن إجراء اختبار دم (أو خزعة سائلة) يمكن أن يكشف عن ثمانية أورام سرطانية شائعة في وقت مبكر. الاختبار الجديد يجرى على أساس الحمض النووي المرتبط بالسرطان والبروتينات الموجودة في الدم، أنتجت 70 ٪ من النتائج الإيجابية في أنواع الورم التي تمت دراستها في 1005 مريض.
  - يظهر أن أسماك القرش تتحرك وتتغذى عبر محيطات العالم بطرق مميزة وتبين ذلك من دراسة عالمية للنظائر المستقرة في أنسجة القرش التي تقودها جامعة ساوثامبتون والتي نشرت في دورية Nature Ecology and Evolution.
  - وفقا لتقرير جديد نشرته مؤسسة العلوم الوطنية الأمريكية (NSF)، تواجه الولايات المتحدة منافسة متزايدة في المساعي العلمية من الصين، مع نشرها الآن المزيد من الأبحاث العلمية السنوية، لكن الولايات المتحدة لا تزال تقود البحث والتطوير (R & D) ورأس المال الاستثماري (VC).
  - اكتشف باحثون طبيون في معاهد جلادستون طريقة لتحويل خلايا الجلد إلى خلايا جذعية باستخدام الكريسبر.
- 19 يناير - قام باحثون في جامعة ميونيخ التقنية بالكشف عن طريقة دفع جديدة للآلات الجزيئية، والتي تمكنهم من التحرك بسرعة 100,000 مرة أسرع من العمليات البيوكيميائية المستخدمة حتى الآن.
- 22 يناير
  - أمازون تفتح أول متجر أمازون غو، وهو أول محل بقالة خال من الخزائن.
  - يقوم المهندسون في معهد ماساتشوستس للتكنولوجيا بتطوير رقاقة كمبيوتر جديدة، مع «نقاط الاشتباك العصبية الاصطناعية»، التي تعالج المعلومات مثل الخلايا العصبية في الدماغ
- 24 يناير - ذكر علماء في الصين في دورية «ذا سيل» أنه استنبط اثنين من الحيوانات المستنسخة من قرد يدعى الأول «زونغ زونغ» والثاني «هوا هوا» باستخدام طريقة نقل الحمض النووي المعقدة التي أنتجت النعجة دوللي لأول مرة.24 يناير: إنشاء ، باستخدام نقل الحمض النووي النووي ، لأول مرة ، من الحيوانات المستنسخة من الرئيسيات (على وجه التحديد ، القرود المكاك أكلة سرطان البحر مماثلة لتلك الموجودة في الصورة).
- 25 يناير

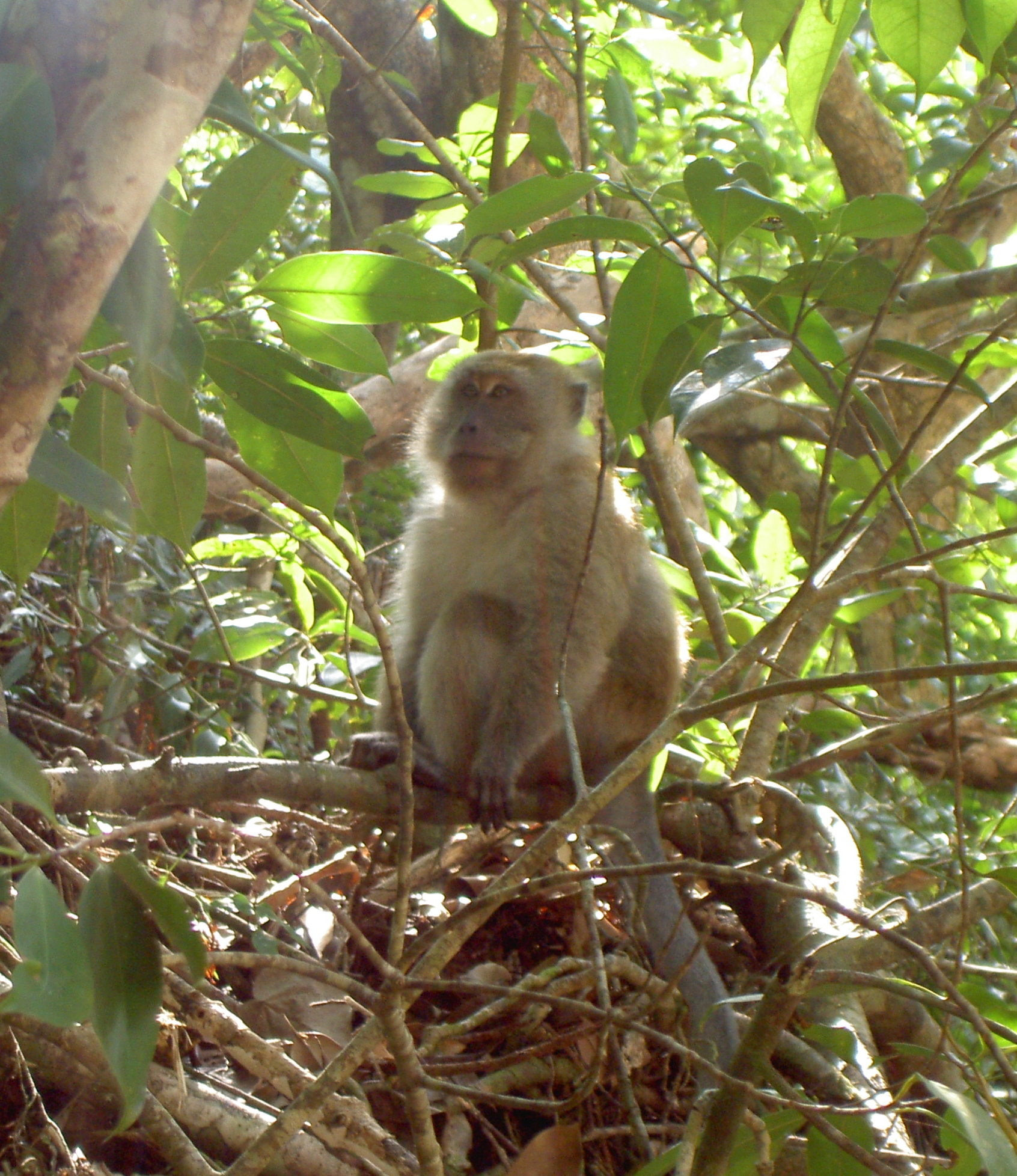
24 يناير: إنشاء ، باستخدام نقل الحمض النووي النووي ، لأول مرة ، من الحيوانات المستنسخة من الرئيسيات (على وجه التحديد ، القرود المكاك أكلة سرطان البحر مماثلة لتلك الموجودة في الصورة).

  - كشف باحثون عن أدلة على أن البشر المعاصرين هاجروا من أفريقيا على الأقل منذ حوالي 194,000 سنة مضت، متسقة إلى حد ما مع الدراسات الجينية الحديثة، وقبل ذلك بكثير مما كان يُعتقد في السابق.
  - علماء يعملون لحساب شركة Calico ، وهي شركة مملوكة لشركة ألفبائية، ينشرون بحثًا في مجلة eLife يقدم دليلاً محتملاً على أن فأر الخلد العاري (الفئران المجردة عارية) لا يواجهون خطرًا متزايدًا للوفاة بسبب الشيخوخة.
- 29 يناير - كشف العلماء، لأول مرة، أن 800 مليون فيروس، معظمها من أصل بحري، تترسب يوميا من الغلاف الجوي للأرض على كل متر مربع من سطح الكوكب، كنتيجة لتدفق جوي عالمي من الفيروسات، ينتشر فوق نظام الطقس، ولكن تحت ارتفاع السفر الجوي المعتاد، وتوزيع الفيروسات في جميع أنحاء الكوكب.

### فبراير

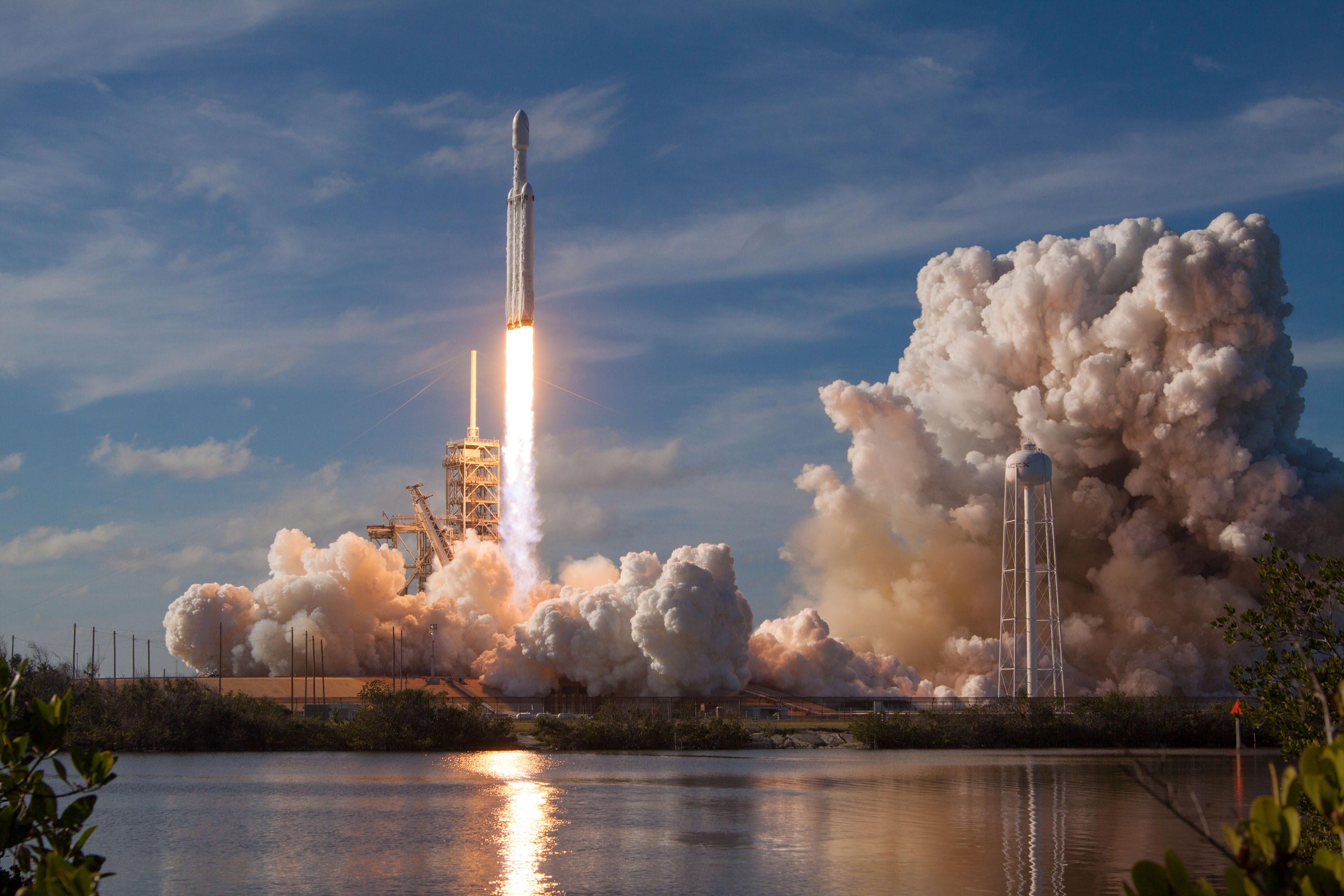
6 فبراير: الإطلاق الناجح لصاروخ فالكون الثقيل ، أقوى صاروخ منذ برنامج المكوك الفضائي.

- 2 فبراير - كشفت دراسة نُشرت في مجلة ساينس من هيئة المسح الجيولوجي الأمريكية وجامعة كاليفورنيا، سانتا كروز، عن التدهور الشديد في صحة الدببة القطبية في القطب الشمالي، وذلك بسبب آثار تغير المناخ.
- 5 فبراير
  - وجد الباحثون دليلاً إضافياً على شكل غريب من الماء يسمى الماء الأيونيوني، والذي لا يوجد بشكل طبيعي على الأرض، ولكنه قد يكون شائعاً على كواكب أورانوس ونبتون.
  - كشف علماء الفلك، لأول مرة، أن كواكب خارجية خارج المجرات، وهي أبعد بكثير من الكواكب الخارجية الموجودة داخل مجرة درب التبانة المحلية، قد تكون موجودة.
- 6 فبراير
  - اجرت سبيس إكس بنجاح أول رحلة لها بأقوى صاروخ لها حتى الآن، وأقوى صاروخ منذ برنامج المكوك الفضائي، فالكون الثقيل، من LC39A في مركز جون ف. كينيدي للفضاء.
  - أفاد المركز الوطني لبيانات الثلوج والجليد (المركز الوطني لبيانات الثلج والجليد) أن مستوى الجليد البحري العالمي قد انخفض إلى مستوى قياسي جديد.
- 8 فبراير - أكد تقرير لعلماء الفلك على النتائج الأولية من مشروع Zwicky]]]] Transient Facility (ZTF)، مع اكتشاف 2018 CL ، وهو كويكب صغير قريب من الأرض.
- 9 فبراير - زرع البويضات البشرية في المختبر لأول مرة، من قبل باحثين في جامعة أدنبره.
- 13 فبراير - وصف العلماء في جامعة روكفلر، الذين يكتبون في دورية Nature Microbiology ، كيف يمكن لمركّبات التربة المعروفة باسم malacidinsالتغلب على مقاومة المضادات الحيوية لدى الفئران ذات الـ مكورات عنقودية ذهبية مقاومة للميثيسيلين.
- 14 فبراير14 فبراير: وجد الباحثون أن منع إنزيم بيتا - سيكراز (BACE1) في الفئران يقلل من تكوين لويحات مسؤولة عن مرض الزهايمر.

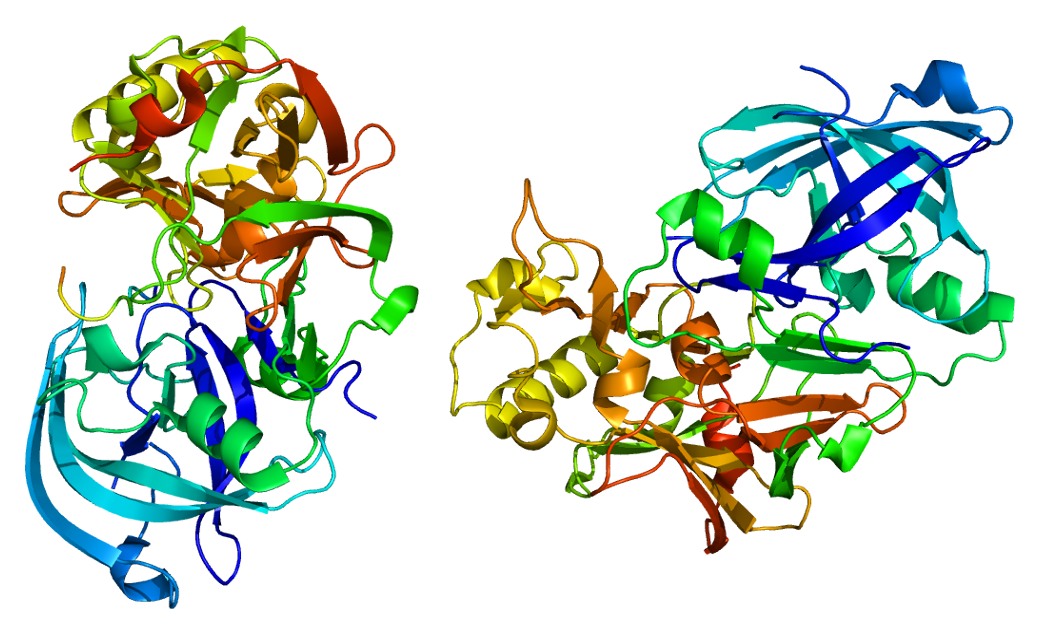
14 فبراير: وجد الباحثون أن منع إنزيم بيتا - سيكراز (BACE1) في الفئران يقلل من تكوين لويحات مسؤولة عن مرض الزهايمر.

  - من خلال دراسة مدارات النجوم عالية السرعة، حسب الباحثون في أستراليا أن مجرة أندروميدا تحتوي على ثلث المادة المظلمة كما كان يعتقد من قبل، مما يجعلها مماثلة في الكتلة إلى درب التبانة.
  - أظهرت دراسة نشرتها دورية الطب التجريبي أن منع إنزيم بيتا-سيكريتاز (بيتا سيكريتاز 1) في الفئران يمكن أن يقلل بشكل كبير من تكوين لويحات مسؤولة عن مرض الزهايمر.
- 16 فبراير - كشف العلماء، لأول مرة، عن اكتشاف شكل جديد من الضوء، والذي قد يتضمن استخدام الإستقطاب، يمكن أن يكون مفيدا في تطوير أجهزة الكومبيوتر.
- 19 فبراير - اكتشف علماء آثار الجينات الخاصة بشعوب التاينو الأصلية في البورتوريكيين المعاصرين، مما يشير إلى أن المجموعة العرقية لم تنقرض كما كان يُعتقد في السابق.
- 21 فبراير - ذكر باحثون طبيون أن السجائر الإلكترونية تحتوي على مواد كيميائية من المعروف أنها تسبب السرطان وتلف الدماغ. بالإضافة إلى ذلك، تحتوي على مستويات محتملة (ربما حتى تكون سامة) من المعادن، بما في ذلك الزرنيخ والكروم والرصاص والمنجنيز والنيكل.
- 28 فبراير - أعلن علماء الفلك، لأول مرة، عن إشارة لحقبة من التأريخ، وهو كشف غير مباشر للضوء من النجوم الأقدم التي تشكلت - حوالي 180 مليون سنة بعد الانفجار العظيم.

### مارس
- 5 مارس

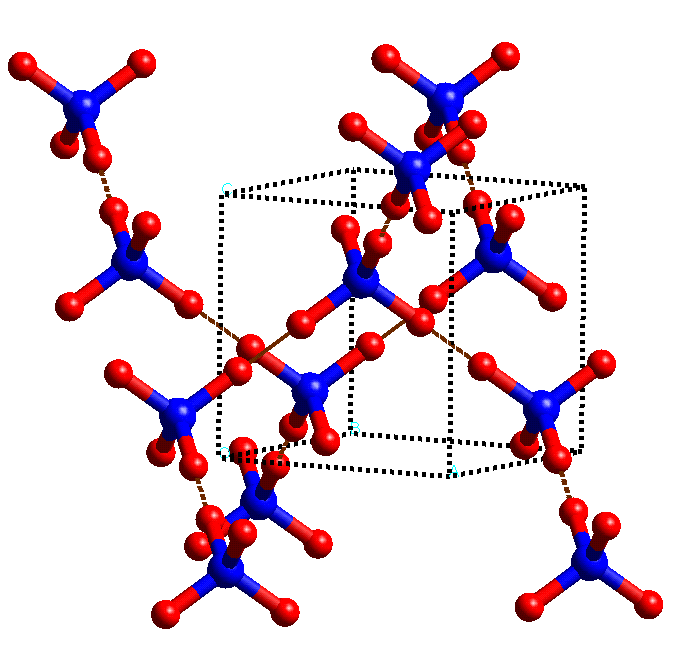
8 مارس: أول اكتشاف للجليد الطبيعي السابع (انظر الهيكل أعلاه) على الأرض.

  - أفاد باحثون في معهد ماساتشوستس للتكنولوجيا وجامعة هارفارد في دورية نيتشر أن اكتشاف ظاهرة الجرافين تعمل كموصل فائق، عندما يتم إعادة ترتيب ذراتها بطريقة معينة.
  - أعلنت شركة Google عن إنشاء "Bristlecone"، وهي رقاقة الكمبيوتر الكمومية الأكثر تقدمًا في العالم، والتي تضم 72 qubits.
- 8 مارس - أعلن العلماء عن أول اكتشاف للجليد الطبيعي السابع على الأرض، والذي سبق أن تم إنتاجه بشكل مصطنع فقط. قد يكون شائعا على الأقمار إنسيلادوس، يوروباند تيتان.
- 9 مارس - أفاد باحثون في إدارة الطيران والفضاء الأميركية (ناسا) أن رحلات الفضاء البشرية قد تغير التعبير الجيني في رواد الفضاء، استناداً إلى دراسات توأمية حيث أمضى أحد رواد الفضاء التوأم سكوت كيلي قرابة عام في الفضاء بينما بقي الآخر مارك كيلي على الأرض.
- 13 مارس - أفاد العلماء بأن الأركيوبتركس، وهو ديناصور ريش عصور ما قبل التاريخ، يحتمل أن يكون قادراً على الطيران، ولكن بطريقة تختلف اختلافاً جوهرياً عن طيور حديثة.
- 15 مارس
  - أفادت شركة إنتل بأنها ستعيد تصميم معالجات وحدة المعالجة المركزية (خسائر الأداء التي سيتم تحديدها) للمساعدة على الحماية ضد الثغرات الأمنية في Meltdown و Specter (خاصة، Meltdown و Specter-V2 ، وليس Specter-V1)، وتتوقع إطلاق المعالجات المعاد تصميمها حديثًا في وقت لاحق من عام 2018.
  - أعلن باحثون في معاهد جلادستون عن علاج خلوي جديد في مجلة نيورون (Neuron)، والذي يظهر في مكافحة تأثيرات مرض الزهايمر.
- 19 مارس - علقت أوبر جميع سياراتها ذاتية القيادة في جميع أنحاء العالم بعد مقتل امرأة من قبل إحدى السيارات في ولاية أريزونا. هذه هي أول حالة وفاة مسجلة باستخدام نسخة مؤتمتة بالكامل من التكنولوجيا.
- 22 مارس - حدد العلماء في كلية هارفارد الطبية آلية رئيسية وراء الشيخوخة الوعائية وانحدار العضلات في الفئران. أظهرت دراستهم أن علاج الحيوانات بمركب كيميائي يسمى NMN يعزز نمو الأوعية الدموية ويقلل من موت الخلايا، مما يزيد من القدرة على التحمل والقدرة على التحمل.
- 26 مارس
  - خلصت دراسة في أبحاث الجيوفيزيائية إلى أن الغطاء الجليدي في غرب جرينلاند يذوب بأسرع معدل له منذ قرون.
  - قام الجراحون في جامعة جونز هوبكنز في بالتيمور، ميريلاند، بإجراء أول عملية زرع كلى في العالم لكيس القضيب وكيس الصفن، وذلك على جندي أصيب في أفغانستان.

### أبريل
- 2 أبريل

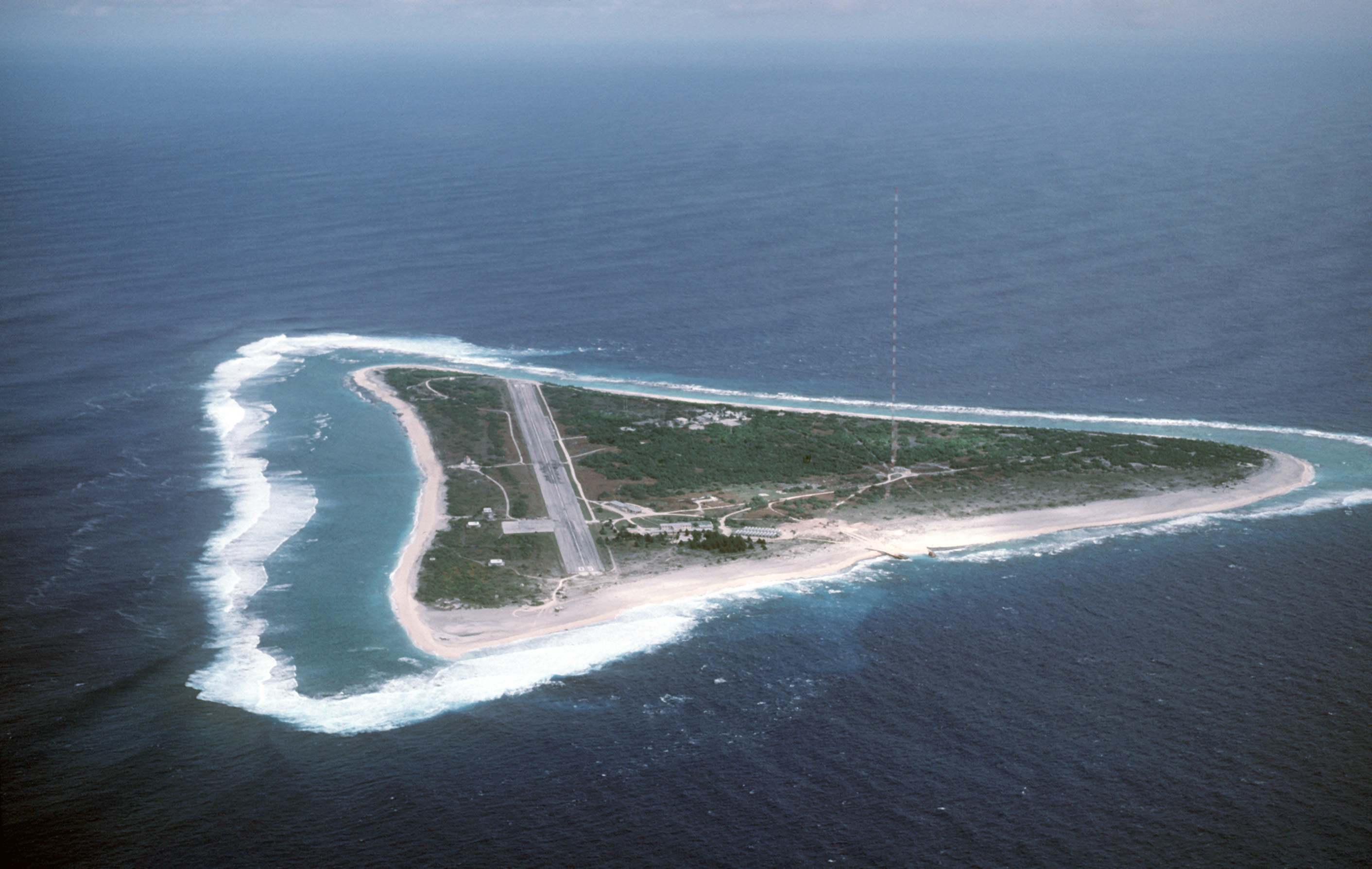
10 أبريل: ذكر وجود قرون من المعادن الأرضية النادرة بالقرب من جزيرة مينامي-توري-شيما.

  - نزل المعمل الفضائي Tiangong-1 غير المعطّل فوق جنوب المحيط الهادي، شمال غرب تاهيتي.
  - أعلن علماء الفلك عن اكتشاف النجم الفردي الأكثر بعداً (في الواقع، عملاق أزرق)، اسمه إيكاروس (رسميًا، MACS J1149 Lensed Star 1)، على بعد 9 مليارات سنة ضوئية بعيدًا عن الأرض.
- 5 أبريل - رسمياً وصفت أوديلورهابدينز، وهي فئة جديدة من المضادات الحيوية المنتجة طبيعياً.
- 10 أبريل - أفاد باحثون في اليابان بأنهم وجدوا قيمة لثلاثين من معادن الأرض النادرة في طين البحر العميق، بالقرب من مينامي-توري-شيما في شمال غرب المحيط الهادئ.
- 11 أبريل - وجدت دراستان، كلاهما نشر في الطبيعة، أن تيار المحيط الأطلسي الدافئ في أضعف حالاته منذ ما لا يقل عن 1600 عام.
- 17 أبريل - المهندسين في معهد ماساتشوستس للتكنولوجيا وضعوا طريقة جديدة أكثر كفاءة لإنتاج شرائح طويلة من الجرافين.
- 18 أبريل
  - إطلاق القمر الصناعي الاستطلاعي الغير محدود التابع لوكالة الفضاء الأمريكية (ناسا).
  - توضح جامعة نانيانج التكنولوجية روبوتًا يمكنه تجميع كرسي ايكيا بشكل مستقل دون انقطاع.
- 19 إبريل - أظهرت نتائج تجربة علاج جيني جديدة لـ 22 مريضاً يعانون من مرض ثلاسيميا بيتا، الذي نُشر في دورية نيوإنجلند الطبية، أن 15 مريضاً من المرضى قد شفيوا تماماً بينما تتطلب 7 حالات نقل دم أقل سنوياً.
- 25 أبريل
  - نشر تعاون Gaia بياناته الثانية التي تحتوي على 1.7 مليار مصدر لضوء، مع المواقف، والاختلاط، والحركات المناسبة لحوالي 1.3 مليار منهم.
  - نشر العلماء أدلة على أن الكويكبات ربما كانت مسؤولة في المقام الأول عن جلب المياه إلى الأرض.

- 26 أبريل

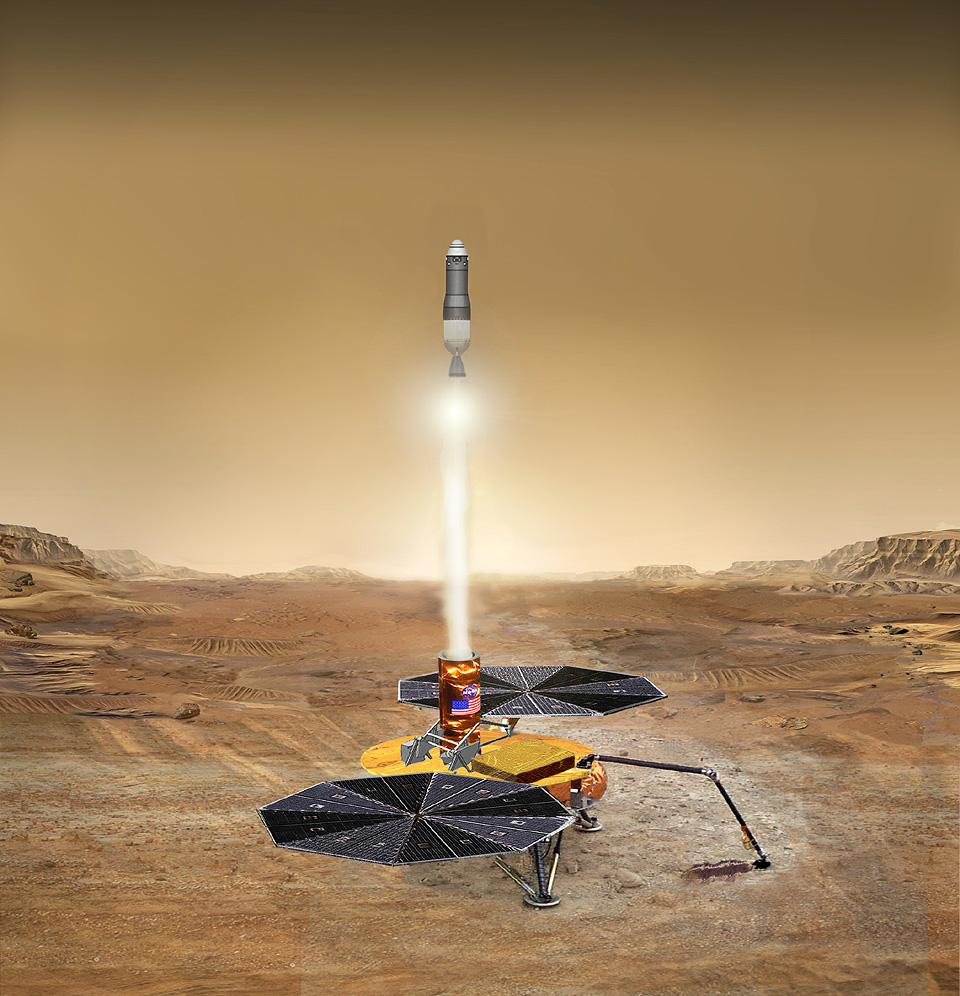
26 أبريل: وافقت وكالة الطيران والفضاء الأمريكية (ناسا) ووكالة الفضاء الأوروبية (إيسا) على تطوير بعثات عودة بعثات المريخ.

- أعلن العلماء عن خطاب نوايا وقع عليه كل من وكالة الفضاء الأمريكية (ناسا) ووكالة الفضاء الأوروبية (ESA) والذي قد يوفر أساسا لعودة بعثات العودة إلى كواكب أخرى، بما في ذلك بعثات عودة عينات المريخ، بغرض دراسة أفضل لوجود أشكال الحياة البدائية في الماضي أو الحاضر خارج الأرض، بما في ذلك الكائنات الدقيقة.
- حدد العلماء 44 نوعا من الجينات مرتبطة بزيادة خطر الإصابة بالاكتئاب.
- تبدأ تجربة Belle II في أخذ البيانات لدراسة الميزونات B.
- 27 أبريل - ورقة ستيفن هوكينغ النهائية - خروج سلس من التضخم الأبدي؟ - تنشر في مجلة فيزياء الطاقة العالية.
- 30 أبريل - أفاد باحثون بتحديد 63131 مجموعة من الجينات المشتركة بين جميع الحيوانات الحية، والتي قد تكون نشأت من سلف واحد مشترك عاش قبل 650 مليون سنة في عصر ما قبل الكمبري.

### مايو
- 1 مايو - مشروع الجينوم - كتابة تعلن عن مبادرة جديدة مدتها 10 سنوات لمحاولة جعل الخلايا البشرية في مأمن من العدوى الفيروسية.
- 2 مايو - اكتشف العلماء أن الهيليوم موجود في كوكب من الكواكب الخارجية واسب-10b.
- 5 مايو - تم تصميم المركبة الفضائية InSight ، التي صممت لدراسة المناطق الداخلية وتحت سطح كوكب المريخ بنجاح في الساعة 11:05 بالتوقيت العالمي، مع وصول متوقع في 26 نوفمبر 2018.
- 9 مايو - ذكر العلماء أن الظاهرة الفيزيائية الغريبة للتشابك الكمي مدعومة بشكل أكبر بناءً على التجارب الصارمة الأخيرة لاختبار Bell.
- 10 مايو - تم إلغاء نظام مراقبة الكربون من وكالة ناسا (CMS) من قبل إدارة ترامب.
- 11 مايو - وافقت وكالة الطيران والفضاء الأميركية (ناسا) على برنامج كوكب المريخ (MHS) الذي من المتوقع أن يضيف مروحية إلى مهمة المريخ 2020.11 مايو: وافقت وكالة الطيران والفضاء الأمريكية (ناسا) على مروحية المريخ الكشفية لمهمة المركبة مارس 2020.
- 14 مايو

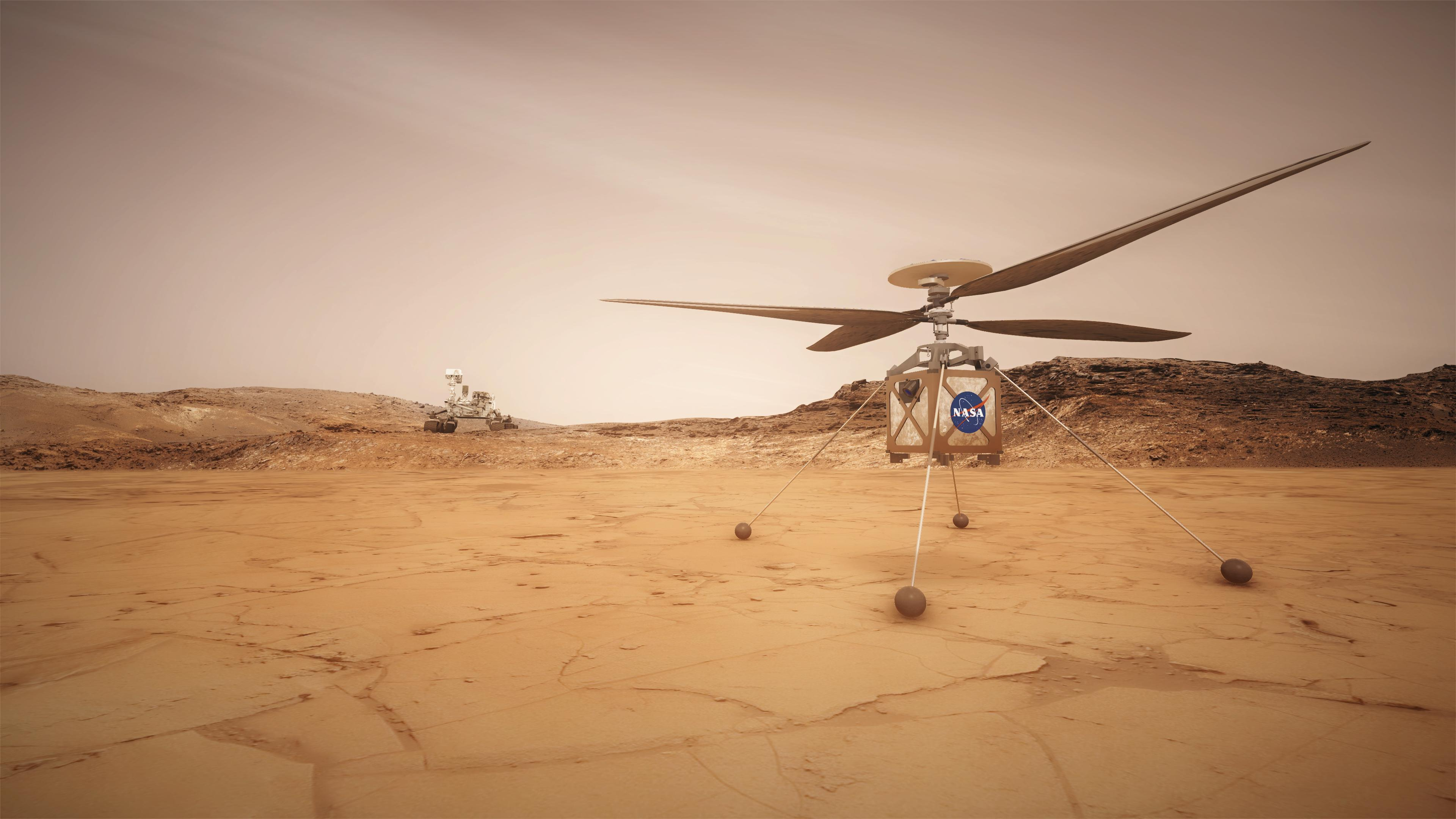
11 مايو: وافقت وكالة الطيران والفضاء الأمريكية (ناسا) على مروحية المريخ الكشفية لمهمة المركبة مارس 2020.

  - نشر علماء الفلك الأدلة الداعمة لنشاط عمود الماء على يوروبا، قمر كوكب المشتري، استنادا إلى تحليل نقدي محدث للبيانات التي تم الحصول عليها من مسبار الفضاء غاليليو، والذي يدور حول كوكب المشتري بين عامي 1995 و 2003. وبالمثل في قمر زحل إنسيلادوس، يمكن أن يساعد الباحثين في البحث عن الحياة من المحيط الأوروبي تحت السطح دون الحاجة إلى الهبوط على سطح القمر.
  - قدم علماء الأنثروبولوجيا دليلاً على أن دماغ هومو ناليدي، وهو إنسان بشري منقرض يعتقد أنه عاش ما بين 226,000 و 335,000 سنة مضت، كان صغيرًا، ولكنه معقد، يتشارك في تشابه بنيوي مع الدماغ البشري الحديث.
- 17 مايو - حذر العلماء من انبعاثات غازات CFC-11 المحظورة التي مصدرها غير معروف في مكان ما من شرق آسيا، مع احتمال إلحاق الضرر بطبقة الأوزون.
- 22 مايو
  - بلغ العلماء عن ثغرة أمنية أخرى لوحدة المعالجة المركزية (CPU) وتتعلق بالثغرات في النظام "Spectre and Meltdown"، وتسمى «التخزين التجميعي للمضاربة (SSB)»، وتؤثر على معالجات cpu ARM و AMD و Intel.
  - أفاد علماء من جامعة بوردو والأكاديمية الصينية للعلوم أن استخدام كريسبر / كاس 9 لتطوير مجموعة متنوعة من الأرز تنتج 25-31٪ من الحبوب أكثر من طرق التربية التقليدية.
  - يتم التشكيك في بيانات الكويكبات الهامة الناتجة عن المستكشف بالأشعة تحت الحمراء على نطاق واسع وبعثات NEOWISE. 14 مايو: اكتشاف مسبار الماء في أوروبا بواسطة مسبار غاليليو.

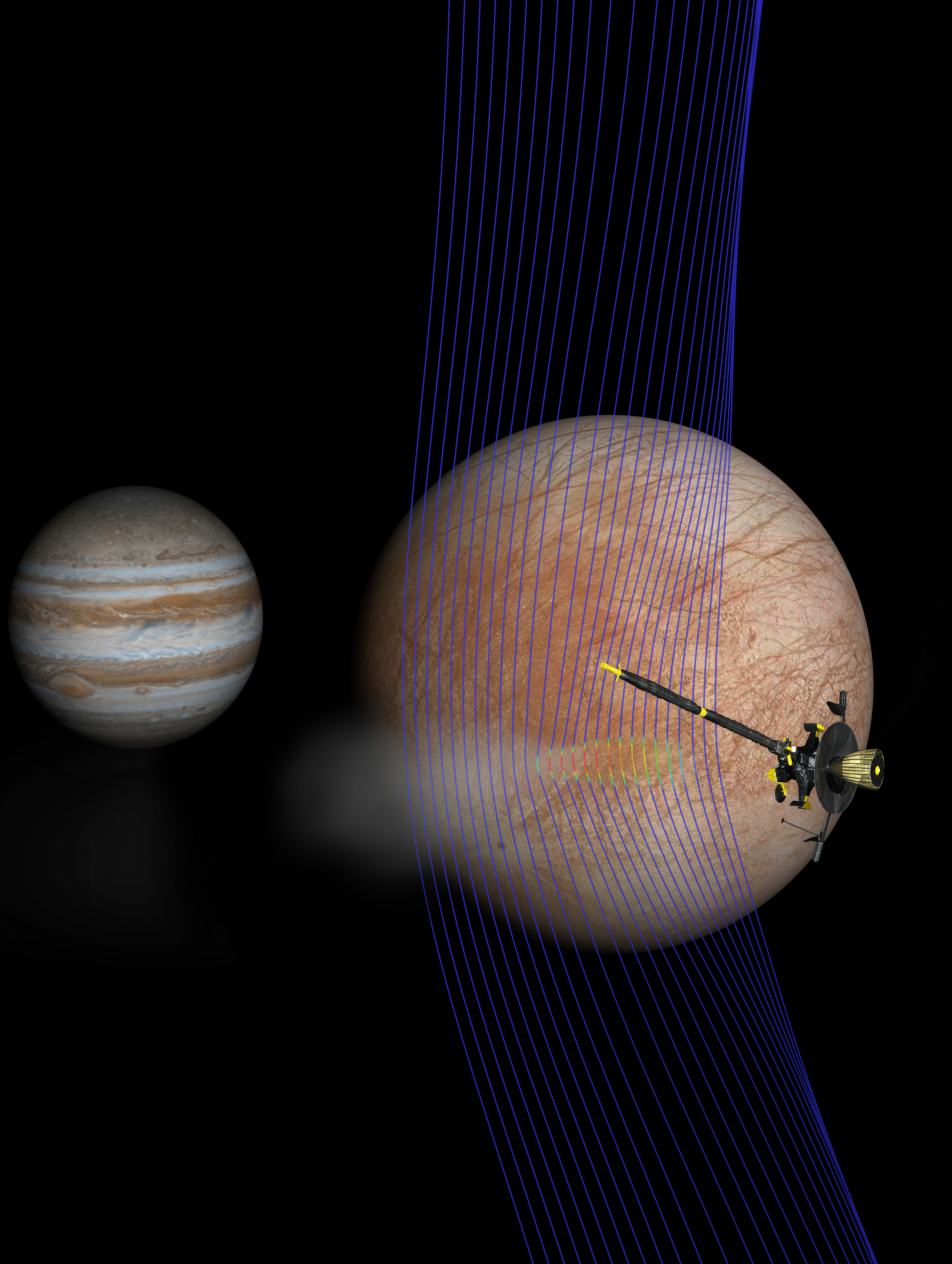
14 مايو: اكتشاف مسبار الماء في أوروبا بواسطة مسبار غاليليو.

- 23 مايو / أيار - كشف علماء الأحافير عن العثور على جمجمة لنوع جديد من الحمرامية (وهو سلالة طويلة العمر من cynodonts mammaliaform)، تدعى Cifelliodon wahkarmooshuh ، تحت الأقدام المتحجرة لديناصور كبير عاش منذ 130 مليون سنة في أمريكا الشمالية.
- 24 مايو
  - استنادا إلى حد كبير على البيانات الحكومية، بما في ذلك البيانات من وكالة ناسا، وكالة إدارة الطوارئ الفيدرالية وغيرها، تقارير نيويورك تايمز تعطي لمحة شاملة عن الكوارث الطبيعية المتكررة في الولايات المتحدة منذ عام 1900.
  - يدعي الفلكيون أن الكوكب القزم «بلوتو» ربما يكون قد تشكل نتيجة لتكتل العديد من المذنبات وما يتصل بها من أجسام حزام كايبر.
  - أفاد باحثون في جامعة ليدز أن تغير المناخ يمكن أن يزيد الأراضي الصالحة للزراعة في المناطق الشمالية بنسبة 44٪ بحلول عام 2100، في حين يكون له تأثير سلبي في كل مكان آخر.
- 30 مايو
  - تم إنشاء أول قرنية بشرية مطبوعة بالطباعة ثلاثية الأبعاد في جامعة نيوكاسل.
  - موافقة إدارة الأغذية والأدوية على أول قزحية اصطناعية.
  - علماء الفيزياء في تجربة MiniBooNE يشيرون إلى تذبذب نيوترينو أقوى مما هو متوقع، وهو تلميح محتمل للنيوترينوهات العقيمة، وهو جسيم بعيد المنال قد يمر عبر المادة دون أي تفاعل على الإطلاق.

### يونيو

1 يونيو: اكتشفت عاصفة ترابية للمريخ (قبل / بعد) التي قد تؤثر على إمكانية البقاء على متن مركبة الفرص.

- 1 يونيو - اكتشف علماء ناسا علامات عاصفة ترابية على كوكب المريخ والتي قد تؤثر على قابلية بقاء المركبة الفضائية التي تعمل بالطاقة الشمسية لأن الغبار قد يعوق ضوء الشمس (انظر الصورة) اللازم لتشغيله. في 12 يونيو، امتد العاصفة على مساحة حول حجم أمريكا الشمالية وروسيا مجتمعتين (حوالي ربع الكوكب)؛ واعتبارًا من 13 يونيو، تم الإبلاغ عن أن الفرصة تعاني من مشكلة خطيرة في التواصل بسبب العاصفة الترابية. تم عرض مؤتمر ناسا عن بعد حول العاصفة الترابية في 13 يونيو 2018 في تمام الساعة 1:30 ظهرًا بتوقيت الولايات المتحدة وهو متاح لإعادة التشغيل. في 20 يونيو، ذكرت وكالة ناسا أن العاصفة الترابية قد نمت لتغطي كامل الكوكب.
- 4 يونيو - تم ملاحظة اقتران مباشر لجرعة هيغز مع الكوارك العلوي لأول مرة من خلال تجربة ATLAS وتجربة CMS في CERN.
- 5 يونيو - قام باحثون في كلية الطب بجامعة كيس ويسترن ريزيرف بتجميع أول إنسان بريوني اصطناعي.
- 6 يونيو
  - يُذكر أن آثار الأقدام في منطقة يانجتسي غورجس في جنوب الصين، والتي يعود تاريخها إلى 546 مليون سنة، هي أقدم سجل معروف لحيوان ذي أرجل.
  - فترضت المركبة الفضائية «داون» مدارًا نهائيًا (أقرب بكثير) حول الكوكب القزم «سيريس»: على مسافة 35 كم (22 ميل) وببعد 4 آلاف كم (2500 ميل) (انظر الصور).
- 7 يونيو - أعلنت وكالة الفضاء الأمريكية (ناسا) أن مسبار كوريوسيتي اكتشف تغيرًا موسميًا دوريًا في الميثان الجوي (انظر الصورة) على كوكب المريخ، بالإضافة إلى وجود الكيروجين والمركبات العضوية المعقدة الأخرى.
- 8 يونيو - كشف مخبر أوك ريدج الوطني التابع لوزارة الطاقة الأمريكية عن Summit باعتباره أقوى حاسوب عملاق في العالم، مع أعلى أداء في 200.000 تريليون عملية حسابية في الثانية ، أو 200 بيتافلوب.
- 11 يونيو - كاترين ، تجربة مصممة لقياس الكتلة المطلقة من النيوترينو ، تبدأ في أخذ البيانات.
- 14-15 يونيو - يقوم المسبار الياباني هايابوسا 2 بإرجاع صور الكويكب 162173 ريوجو من مسافة تتراوح بين 650 و 700 كيلومتر. يدخل في المدار 27 يونيو.
- 16 يونيو - اكتشف علماء الفلك AT2018cow ، وهو انفجار فلكي قوي ، 10-100 مرة أكثر سطوعًا من المستعر الأعظم العادي ، التي قد تكون نجمًا متغيِّرًا كارثياً (CV)، انفجر أشعة غاما (GRB)، موجة جاذبية (GW) أو مستعر أعظمي (SN) أو أي شيء آخر. بحلول 22 يونيو 2018، ولّد هذا الحدث الفلكي اهتمامًا كبيرًا بين علماء الفلك في جميع أنحاء العالم ، وربما اعتبارًا من 22 يونيو 2018، يعتبر مستعرًا فائقًا يسمى مؤقتًا Supernova 2018cow ومع ذلك ، فإن الهوية الحقيقية لل AT2018cow لا تزال غير واضحة ، وفقا لعلماء الفلك.
- 18 يونيو - نشر معهد ماساتشوستس للتكنولوجيا تفاصيل "VoxelMorph"، وهي خوارزمية جديدة للتعلم الآلي ، تسجل أكثر من 1000 مرة أسرع في تسجيل تصوير الدماغ والصور ثلاثية الأبعاد الأخرى.

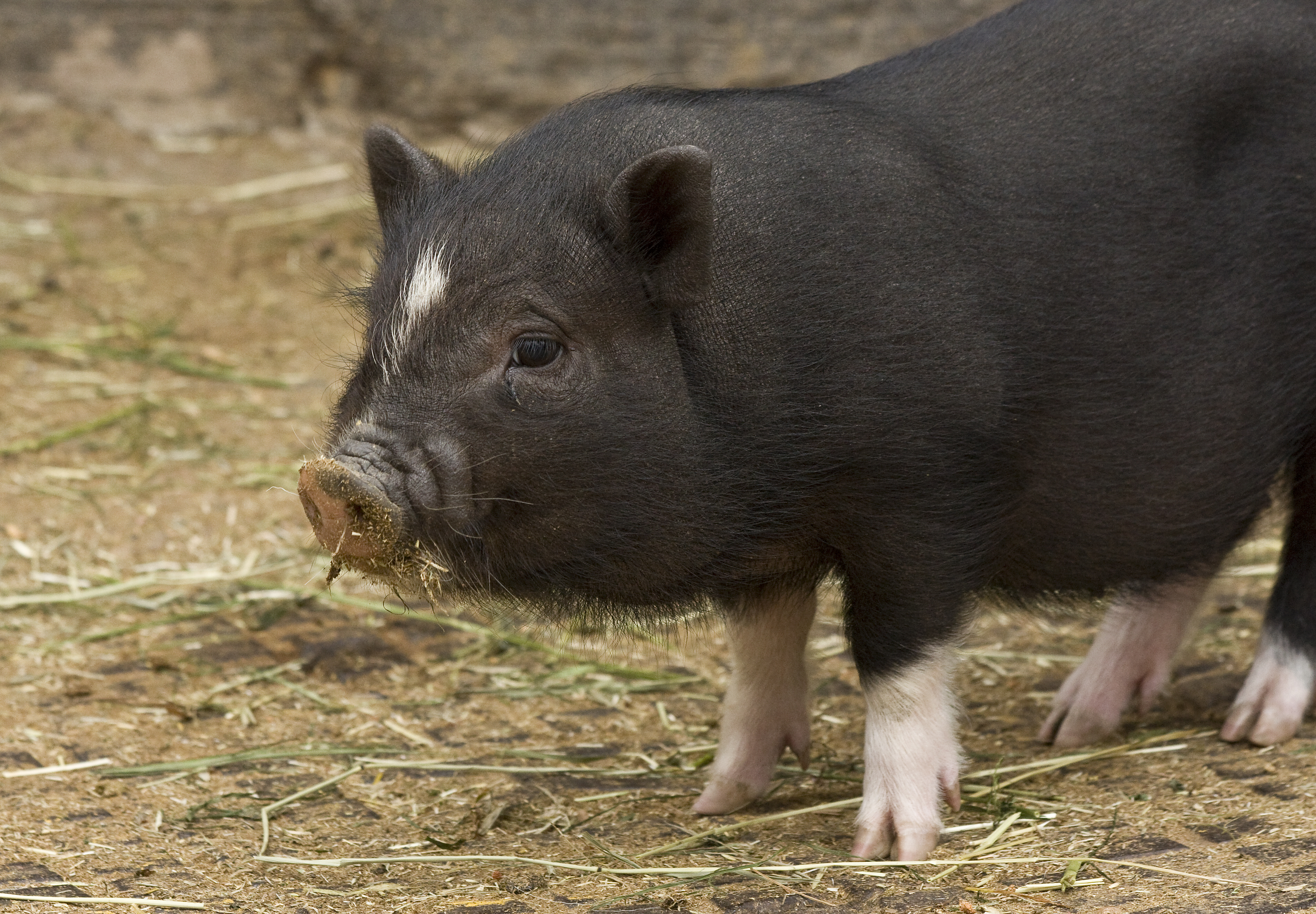
20 يونيو: تصنع الخنازير المعدلة جينيا ضد متلازمة الخنازير التنفسية والجهاز التنفسي ، وهي واحدة من أكثر الأمراض الحيوانية تكلفة في العالم.

- 20 يونيو - ذكر علماء في جامعة إدنبره أن الخنازير المعدلة جينيًا قد أصبحت مقاومةً لمتلازمة الخنازير الإنجابية والجهاز التنفسي ، وهي واحدة من أكثر الأمراض الحيوانية تكلفة في العالم.
- 21 يونيو - يحذر المجلس الوطني للعلوم والتكنولوجيا في الولايات المتحدة من أن أمريكا غير مستعدة لحدث وقع الكويكبات ، وقد طورت وأصدرت «خطة عمل إستراتيجية التأهب للأرض قريبة من الأرض» للتحضير بشكل أفضل.
- 26 يونيو - قام باحثون من جامعة كاليفورنيا في لوس أنجلوس بتطوير خلايا تي الاصطناعية التي تحاكي شكل ووظائف الإصدارات البشرية الحقيقية.
- 27 يونيو
  - أفاد علماء الفلك بأن ʻOumuamua ، وهو كائن من الفضاء بين النجوم يمر عبر النظام الشمسي ، هو مذنب نشط بشكل معتدل وليس كويكب ، كما كان يعتقد سابقا. تم تحديد هذا عن طريق قياس دفعة غير الجاذبية إلى تسارع ʻOumuamua ، بما يتفق مع إطلاق الغازات المذنب.
  - تقرير لعلماء الفلك يكشف عن وجود كائنات عضوية جزيئية معقدة على القمر إنسيلادوس ، قمر كوكب زحل.

### يوليو
- 2 يوليو

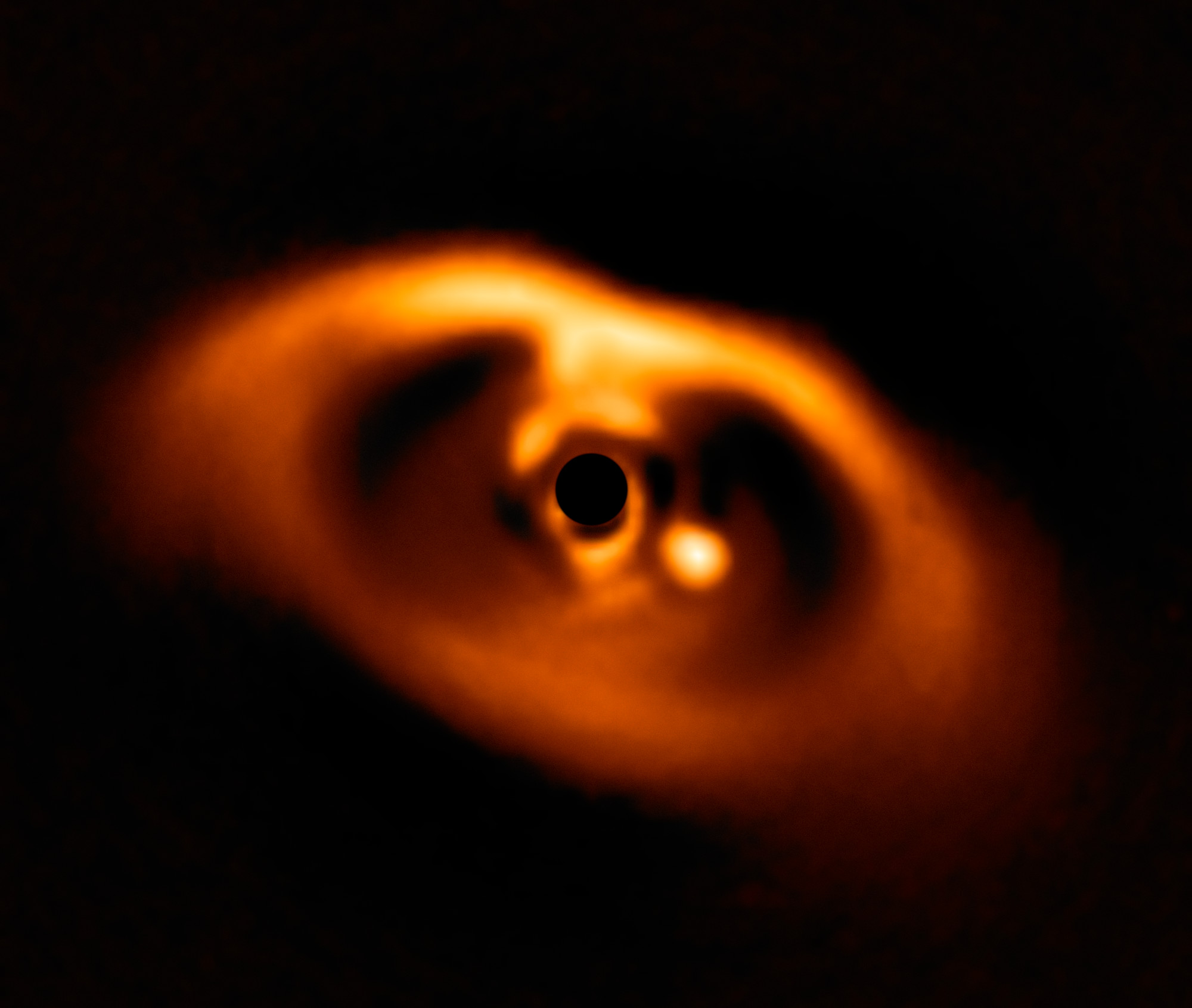
2 يوليو: أول صورة مؤكدة لكوكب حديث الولادة ، خارج المجموعة الشمسية ، 70 ب ، أكبر بعدة مرات من كوكب المشتري.

  - تقرير الفلكيين أخذ أول صورة مؤكدة (انظر الصورة) من كوكب حديث الولادة. اسم كوكب خارج المجموعة الناشئة هو PDS 70b ، وهو أكبر بعدة مرات من كوكب المشتري Jupiter.
  - تم تسلسل جينوم الكوالا بالكامل.
- 10 يوليو - أظهر باحثون في جامعة ميشيغان أن زيادة ثاني أكسيد الكربون في الغلاف الجوي يقلل من الخصائص الطبية لنباتات الأعشاب التي تحمي فراشات الملك من الأمراض.
- 11 يوليو - أعلن العلماء عن اكتشاف أقدم الأدوات الحجرية في أفريقيا وخارج إفريقيا ، والتي تقدر بنحو 2.12 مليون سنة.
- 12 يوليو
  - أعلن المرصد IceCube النيوترينو أنه قد تتبعت النيوترينو الذي ضرب محطة الأبحاث في القارة القطبية الجنوبية في سبتمبر 2017 مرة أخرى إلى نقطة المنشأ في blazar 3.7 البعيدة بمليار سنة ضوئية. هذه هي المرة الأولى التي يتم فيها استخدام كاشف النيوترينو لتحديد مكان ما في الفضاء.
  - باستخدام هابل التابع لوكالة الفضاء الأميركية (ناسا) وقايا التابع لوكالة الفضاء الأوروبية، يقوم علماء الفلك بإجراء أكثر القياسات دقة حتى الآن على معدل توسع الكون - وهو رقم 73.5 كيلومتر في الثانية لكل ميغابارك - مما يقلل من عدم اليقين إلى 2.2 في المائة فقط.
- 16 يوليو - خلصت دراسة أجرتها جامعة ويسكونسن ماديسون إلى أن آلاف الأميال من البنية التحتية للإنترنت المدفونة يمكن أن تتضرر أو تتلف بسبب ارتفاع مستويات البحار في غضون 15 عامًا.
- 17 يوليو - قام العلماء بقيادة سكوت س. شيبارد بالإعلان عن اكتشاف 12 قمرًا جديدًا من المشتري ، حيث ارتفع العدد الإجمالي إلى 79، وهذا يشمل فالتودو (المعروف أصلاً باسم S / 2016 J 2 ؛ تسمية رومانية جوبيترية LXII)، من المتوقع أن تتصادم في نهاية المطاف مع قمر مجاور.
- 19 يوليو - تم ربط خيط ذبابة الفاكهة الكامل بدقة أولية نانوية ، وذلك باستخدام مجهرين إلكترونيين عاليي السرعة على 7000 شريحة دماغية و 21 مليون صورة.
- 20 يوليو
  - العلماء في جامعة ألاباما في برمنغهام يعلنون عن عكس التجاعيد الجلدية المرتبطة بالشيخوخة وفقدان الشعر في نموذج الفئران.
  - أفاد باحثون بأن أكبر مصدر وحيد للغبار على كوكب المريخ يأتي من تشكيل الحفرة الوسطى Medusae Fossae.
- 23 يوليو
  - وجدت دراسة نشرت في Nature Climate Change أن عدد القتلى من الانتحار في الولايات المتحدة والمكسيك ارتفع بين 0.7 و 2.1 في المئة مع كل درجة (مئوية) من ارتفاع متوسط درجة الحرارة الشهرية. بحلول عام 2050، قد يؤدي هذا إلى حدوث 21000 حالة انتحار إضافية.
  - أعلن علماء من جامعة ألبرتا عن تقنية جديدة تعتمد على إزالة أو استبدال ذرات الهيدروجين المفردة بسرعة ، والتي يمكن أن توفر زيادة في كثافة الذاكرة الصلبة بمعدل ألف ضعف.

- 25 يوليو

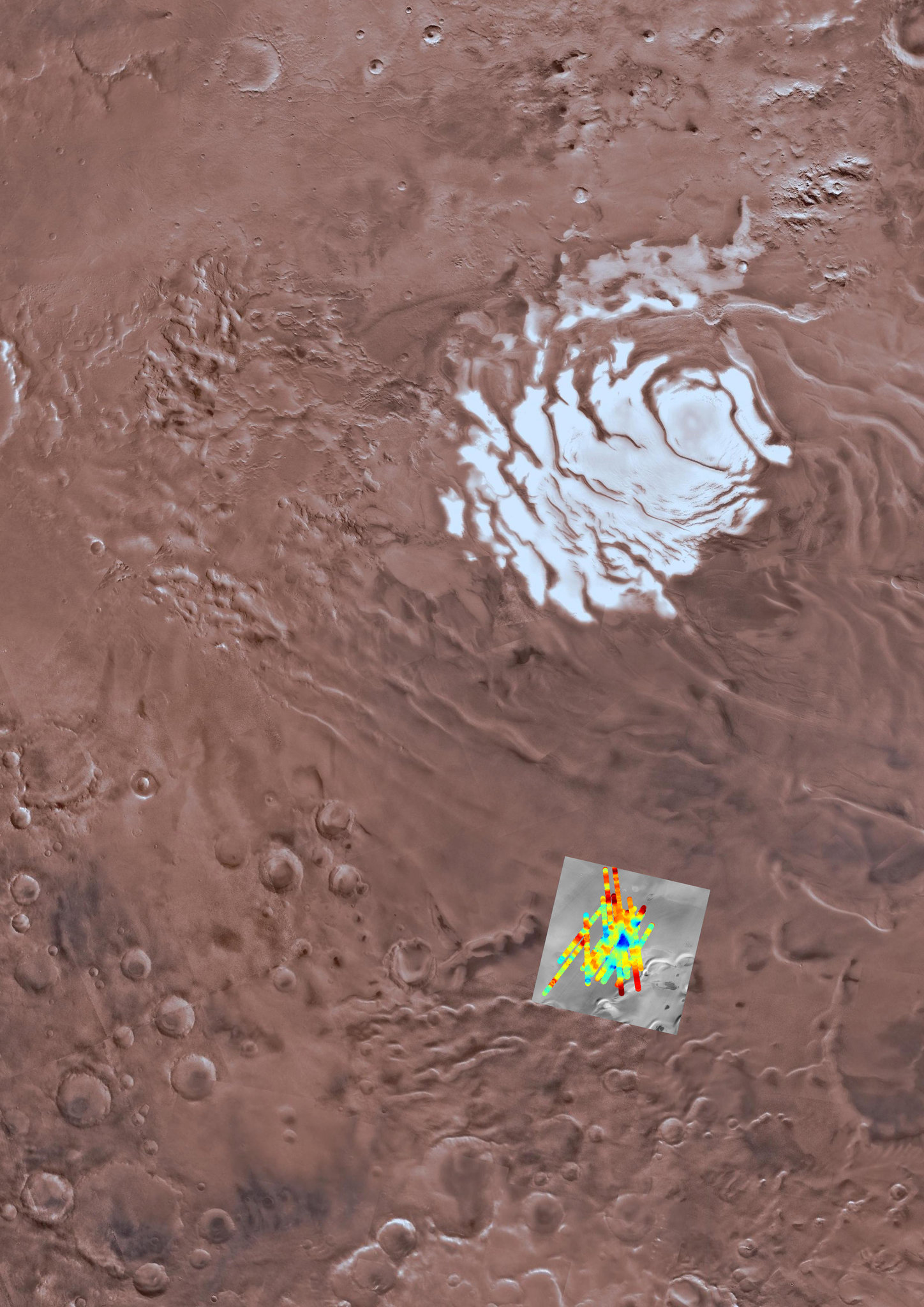
25 يوليو: صورة الرادار لبحيرة تحت جليدية على سطح المريخ.

- أعلن العلماء عن هذا الاكتشاف ، استنادا إلى دراسات رادار MARSIS على بحيرة تحت جليدية على كوكب المريخ على بعد 1.5 كيلومتر (0.93 ميل) تحت الغطاء الجليدي الجنوبي (انظر الصورة)، وتمتد على الجانبين حوالي 20 كم (12 ميل)، أول استقرار معروف لجسم مائي على هذا الكوكب.
- باشر القمر الصناعي للمسح غير الشمول العابر التابع لوكالة NASA (TESS) عملياته العلمية.
- يصف الباحثون في البرازيل مادة جديدة ثنائية الأبعاد تسمى «الهيماتين»، مشتقة من الهيماتيت ، مع التطبيق كمحفز ضوئي.
- 27 يوليو - أطول كسوف قمري إجمالي في القرن الواحد والعشرين يحدث.
- 28 يوليو - أستخدم الذكاء الاصطناعي لإظهار العلاقة بين نوع الشخصية وحركات العين.
- 30 يوليو
  - باستخدام صور الأقمار الصناعية عالية الدقة ، أفاد باحثون من مركز Chizé للدراسات البيولوجية بتخفيض 88 ٪ في أكبر مستعمرة في العالم من طيور البطريق الملك ، وجدت على ale aux Cochons في شبه جزيرة Crozet Archipelago.
  - خلصت دراسة أجراها مركز جودارد لرحلات الفضاء التابع لوكالة الطيران والفضاء الأمريكية (ناسا) إلى أن إصلاح المريخ مستحيل ماديًا باستخدام التكنولوجيا الحالية.
- 31 يوليو - ذكر علماء الفلك اكتشاف حقل مغناطيسي قوي للغاية وشفق حول قزم بني ، ربما يكون كوكب مارق ، معيّن SIMP J01365663 + 0933473.

### أغسطس
- 1 أغسطس
  - الوصول إلى يوم تجاوز الأرض 2018.

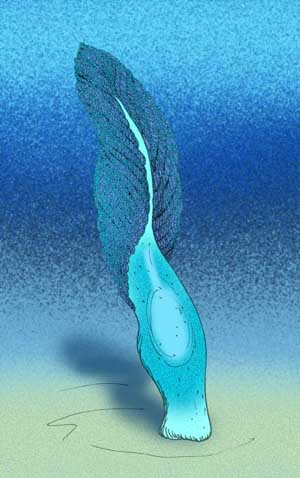
8 أغسطس: وجد أن Stromatoveris psygmoglena ، التي هيمنت على المحيطات قبل نصف بليون سنة ، عضو في Animalia.

  - أفاد علماء الفلك أن FRB 180725A هو أول كشف لرشقة راديوية سريعة (FRB) تحت 700 ميغاهرتز - تصل إلى 580 ميجاهرتز.
  - يتم زرع الرئتين المختبرين بنجاح في الخنازير لأول مرة.
- 7 أغسطس : أعلن باحثو ناسا تأكيدًا من سفينة الفضاء «نيو هورايزونز» على وجود «جدار هيدروجيني» عند الحواف الخارجية للنظام الشمسي الذي تم اكتشافه لأول مرة في عام 1992 من قبل مركبتَي فوياجر الفضائية.
- 8 أغسطس
  - علماء الأحياء أفادوا بأن Stromatoveris psygmoglena ، الكائن حيّ الذي ساد المحيطات قبل نصف بليون سنة ، كان عضو في Animalia ، مستند على تحليل جيني.
  - أفاد باحثو الكمبيوتر أن برامج الذكاء الاصطناعي (AI) قد وجدت الآلاف من العلماء البارزين أغفلوهم محررو ويكيبيديا.
- 9 أغسطس - وضع باحثون في الصين سجلًا جديدًا للخلايا الفولتية الضوئية العضوية ، مما رفع كفاءتهم القصوى من 15 إلى 17.3 بالمائة.
- 12 أغسطس - المركبة الفضائية Delta IV Heavy تطلق مسبار الطاقة الشمسية Parker Solar Probe لدراسة الشمس والرياح الشمسية.
- 13 أغسطس - ذكر علماء الفلك في مرصد شاندرا للأشعة السينية أن أشعة إكس الشعاعية من اندماج نجم نيوتروني عمره سنة واحدة - مرتبطة بـ GW170817 (موجة الجاذبية)، و GRB 170817A (انفجار أشعة جاما) و AT 2017gfo (عابرة مرئية) - يتلاشى بمعدل سريع متزايد في 358.6 يومًا بعد الحدث.
- 14 أغسطس
  - أفاد باحثو الكمبيوتر باكتشاف ثغرة أمنية أخرى ، تسمى «فورشادو»، والتي قد تؤثر على معالجات إنتل داخل أجهزة الكمبيوتر الشخصية وفي الحوسبة السحابية الخارجية.
  - بدء العمل على تلسكوب ماجلان العملاق في تشيلي. ومن المتوقع أن يبدأ التشغيل بحلول عام 2024.
- 15 أغسطس - أفاد علماء الفلك بالكشف عن أبخرة الحديد والتيتانيوم في جو «كوكب المشتري الحار» في مدار قريب من النجم الكبير من نوع B ، KELT-9.
- 16 أغسطس

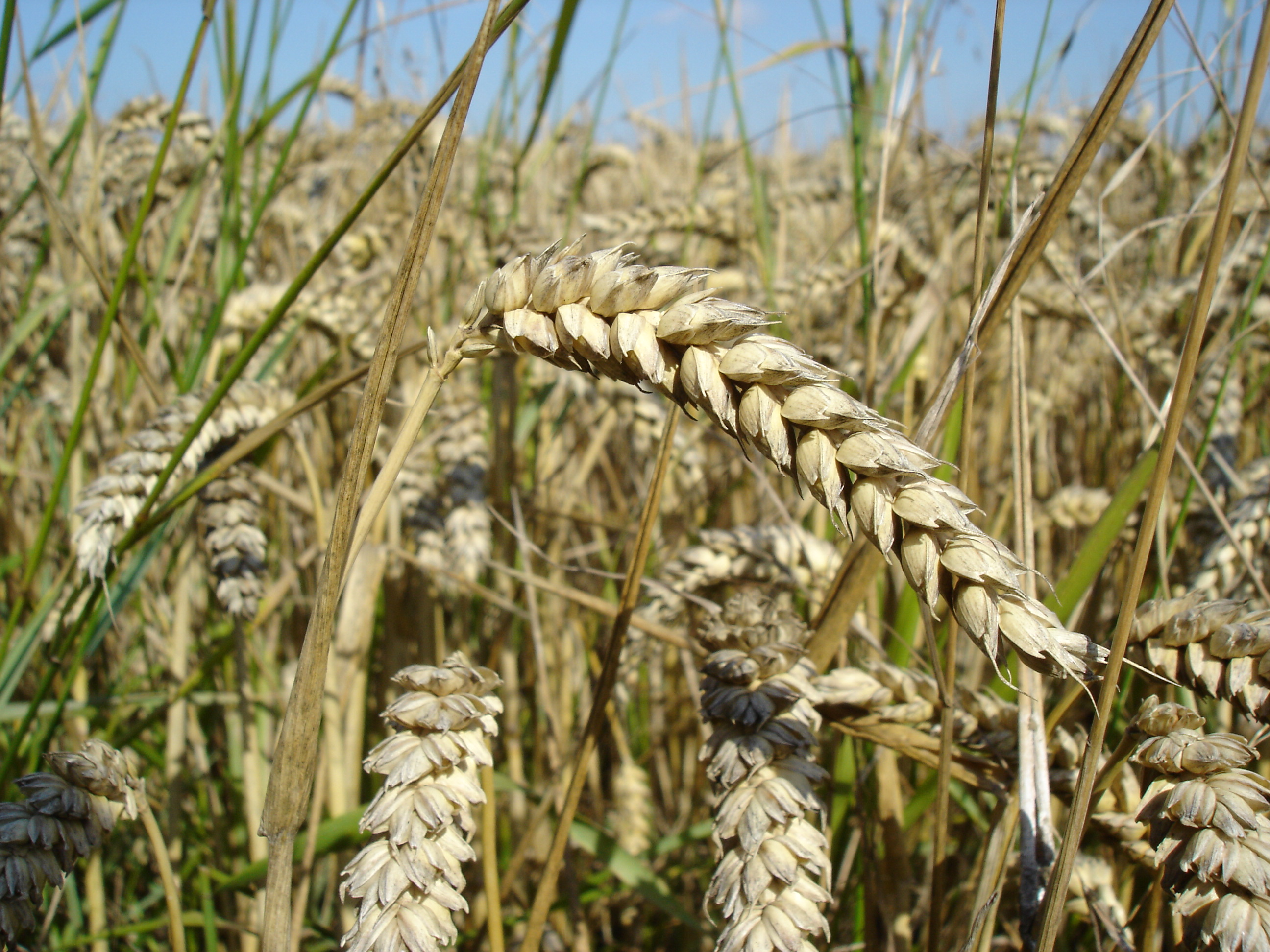
16 أغسطس: أول خريطة كاملة لجينوم القمح.

- - أعلن العلماء عن تحويل الدوتريوم الغازي إلى شكل معدني سائل. وهذا قد يساعد الباحثين على فهم كواكب الغاز العملاقة بشكل أفضل ، مثل المشتري ، وزحل ، والكواكب الخارجية ذات الصلة ، حيث يعتقد أن هذه الكواكب تحتوي على الكثير من الهيدروجين المعدني السائل ، الذي قد يكون مسؤولا عن الحقول المغناطيسية القوية المرصودة.
  - تم تسلسل جينوم القمح بالكامل بعد جهد استمر 13 عامًا.
  - إكشف العلماء في مختبرات سانديا الوطنية عن سبيكة من الذهب البلاتيني يعتقد أنها أكثر المعادن مقاومة للاهتراء في العالم ، وهي أكثر قوة 100 مرة من الفولاذ عالي القوة.
- 18 أغسطس - خلص بحث مقدم في مؤتمر جولدشميت في بوسطن إلى أن الماء من المرجح أن يكون سمة مشتركة بين الكواكب الخارجية التي تتراوح بين ضعفين وأربعة أضعاف حجم الأرض ، مع ما يترتب على ذلك من آثار البحث عن الحياة في مجرتنا.
- 20 أغسطس
  - يشير العلماء إلى أن الحياة ، المستندة إلى الأدلة الوراثية والأحفورية ، قد تكون بدأت على الأرض منذ ما يقرب من 4.5 مليار سنة ، أي قبل وقت سابق بكثير مما كان يعتقد من قبل.
  - أفاد باحثون بأن توهج السماء STEVE («تعزيز سرعة الانبعاث الحراري القوي»)، وهي ظاهرة ضوئية جوية تظهر كشريط ضوئي أرجواني وأخضر في السماء ، وليست شفق ، لا ترتبط بتهطال الجسيمات (الإلكترونات أو الأيونات)، نتيجة لذلك ، يمكن أن تتولد في الأيونوسفير.
- 21 أغسطس - أعلن العلماء عن أول دليل مباشر على وجود جليد مائي معروض على سطح القمر ، والذي يوجد في مناطق مظللة بشكل دائم.
- 22 أغسطس
  - العلماء يقدمون أدلة على أنثى عمرها 13 سنة ، تُدعى «ديني»، ويقدر أنها عاشت قبل 90 ألف سنة ، والتي صممت لتكون نصف إنسان نياندرتال ونصف دينسوفان ، استناداً إلى التحليل الجيني لشظية العظام المكتشفة في كهف دينيسوفا. أول مرة تم اكتشاف شخص قديم ينتمي آباؤه إلى مجموعات بشرية متميزة.
  - أبلغ الباحثون عن أدلة على حدوث تحولات سريعة (من حيث التوقيت الجيولوجي)، أي ما يقرب من 30 مرة أسرع مما عُرف سابقًا ، من الانعكاسات الجيومغناطيسية ، حيث يصبح القطب المغنطيسي الشمالي للأرض القطب المغناطيسي الجنوبي والعكس صحيح ، بما في ذلك الكرونوزون الذي استمر 200 عام فقط ، أقصر بكثير من أي عكس مثل هذا وجدت في وقت سابق.
- 28 أغسطس - أعلن علماء الفيزياء رسمياً ، لأول مرة ، عن رصد انحطاط بوزون هيجز إلى زوج من الكواركات القاعية ، وهو تفاعل مسؤول بشكل أساسي عن «العرض الطبيعي» (نطاق الكتل التي يلاحظ فيها الجسيم) للبوزون .
- 30 أغسطس - كشف باحثون من جامعة هونغ كونغ الصينية عن طريقة جديدة للتحكم في النانوبوت باستخدام سلوكيات السرب للقيام بمهام معقدة في العمليات الجراحية.

### سبتمبر
- 3 سبتمبر - قدم علماء الفلك دليلاً على أن المسدس السداسي 32000 كم (20.000 ميل) في القطب الشمالي لكوكب الأرض زحل (ربما تيار نفاث من الغازات الجوية تتحرك بسرعة 320 كم / س (200 ميل في الساعة)) قد يكون 300 كم (190 ميل) عالٍ جداً في طبقة الستراتوسفير ، على الأقل خلال الربيع والصيف الشماليين ، بدلاً من انخفاضه في التروبوسفير كما كان يُعتقد سابقًا.
- 6 سبتمبر - توصلت دراسة أجرتها جامعة إلينوي في أوربانا-شامبين إلى أن استماب الألواح الشمسية على نطاق واسع وتوربينات الرياح في الصحراء الكبرى سيكون لها تأثير كبير على الأمطار والغطاء النباتي ودرجات الحرارة - مما قد يؤدي إلى تخضير المنطقة.
- 7 سبتمبر
  - يطلق باحثون في وكالة الاستخبارات الجغرافية الوطنية خريطة تضاريس عالية الدقة (تفصّل إلى حجم سيارة ، وأقل في بعض المناطق) في أنتاركتيكا ، سميت «نموذج الارتفاعات المرجعية للقارة القطبية الجنوبية» (REMA).
  - نشرت مجموعة من العلماء اليابانيين والأمريكيين ورقة بحثية خلصت إلى أن «التجوية الفضائية» على سطح فوبوس ، بالترادف مع مداره الغريب ، قد أدى إلى تقسيم سطحه إلى وحدتين جيولوجيتين متميزتين ، تعرفان باسم الوحدة الحمراء والوحدة الزرقاء.
- 9 سبتمبر - أعلن علماء الفلك عن الكشف عن 72 رزمة راديوية سريعة أخرى (FRBs)، باستخدام الذكاء الاصطناعي ، من FRB 121102 التي تم تفويتها في وقت سابق ، مما أسفر عن حوالي 300 قطعة FRB من هذا الكائن. FRB 121102 هو المصدر الراديوي السريع المتكرر الوحيد وهو أمر غير عادي لأن جميع الأجهزة الفلكية الأخرى المعروفة حاليًا (كائنات فلكية قوية جدًا وقصيرة العمر جدًا) لم يتم تكرارها ، حيث تحدث مرة واحدة فقط.
- 10 سبتمبر
  - فازت ناسا بجائزة إيمي عن البرنامج التفاعلي الأصلي المتميز لعرضها النهائي الكبير لبعثة كاسيني في زحل.
  - أعلن معهد ماساتشوستس للتكنولوجيا (MIT) عن «شبكات كثيفة الأجسام» (DON)، وهو نظام جديد يسمح للروبوتات بالتقاط أي كائن بعد فحصه بشكل مرئي.
  - يتوقع فريق دولي من الباحثين ظهور مجموعة كاملة من التشوهات المفيدة ثلاثية الأبعاد للتحكم في أوضاع الحافة المحلية (ELMs) في بلازما توكاماك ، دون خلق المزيد من المشاكل.
- 12 سبتمبر - أعلن العلماء عن اكتشاف أقدم رسم معروف من قبل الإنسان العاقل ، الذي يُقدر عمره بعمر 73,000 سنة ، أي قبل وقت طويل بكثير من القطع الأثرية التي يعود تاريخها إلى 43,000 سنة ، والتي يُفهم أنها أقدم رسومات بشرية حديثة عُثر عليها في السابق.
- 15 سبتمبر - أطلقت وكالة الفضاء الأمريكية (ناسا) ICESat-2، وهي أكثر المركبات الفضائية تطوراً من الناحية التكنولوجية في مجال مراقبة الجليد حتى الآن.
- 16 سبتمبر

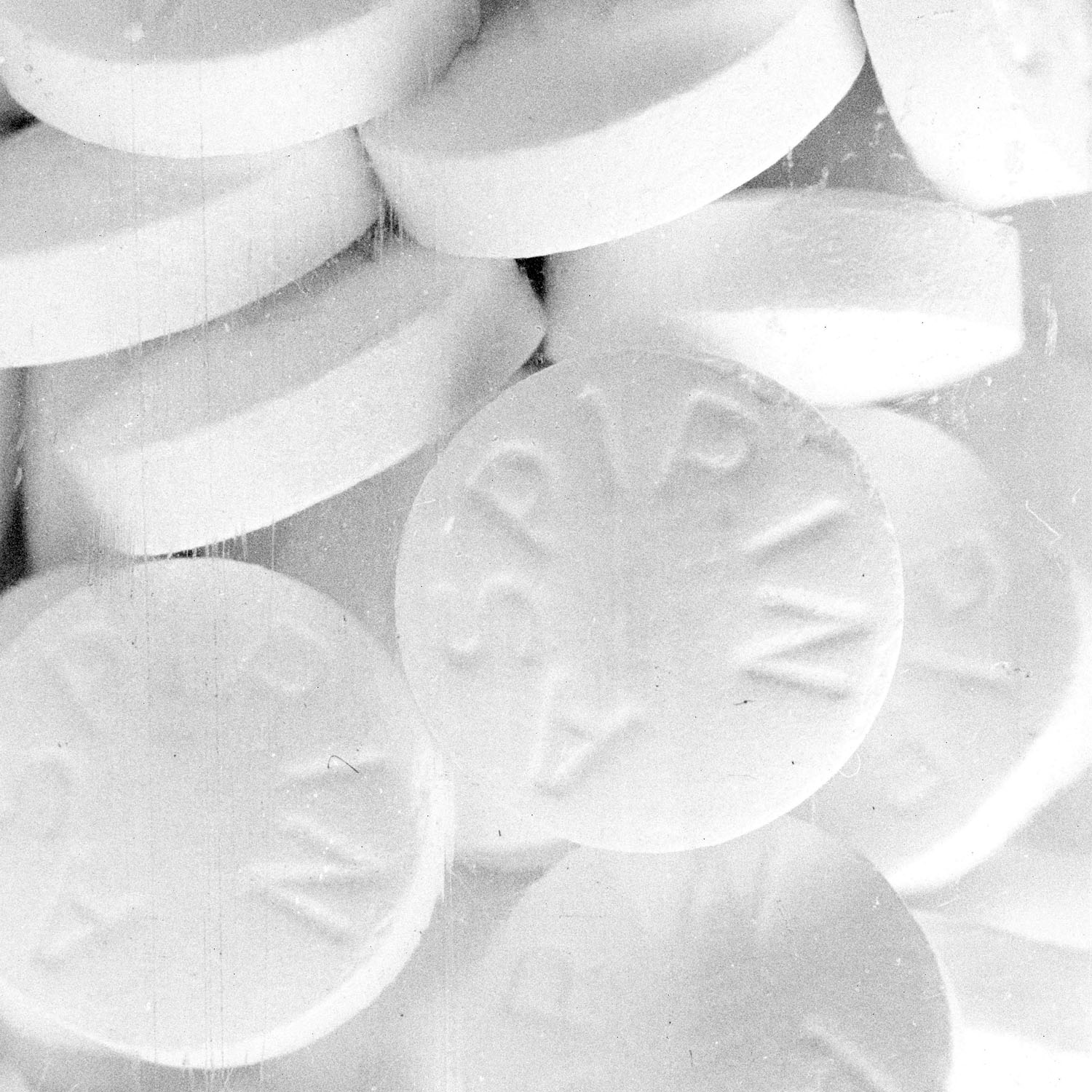
16 سبتمبر: دراسة طبية: قد لا يكون استخدام جرعة منخفضة من الأسبرين من قبل أشخاص أصحاء كبار السن مفيدا ، وفي بعض الحالات ، قد يكون ضارا.

  - 16 سبتمبر: دراسة طبية: قد لا يكون استخدام جرعة منخفضة من الأسبرين من قبل أشخاص أصحاء كبار السن مفيدا ، وفي بعض الحالات ، قد يكون ضارا.تقرير علماء الفلك يحددون أن الوسيط بين المجرات الحارة الساخنة (أو WHIM) قد يكون المكان الذي تختفي فيه المادة المفقودة (وليس المادة المظلمة) في الكون.
  - خلص باحثون طبيون ، استناداً إلى دراسة أجريت على 19114 شخصًا على مدار خمس سنوات ، إلى أن استخدام جرعة منخفضة من الأسبرين من قبل أشخاص أصحاء كبار السن قد لا يكون مفيدًا وفي بعض الحالات قد يكون ضارًا.
- 17 سبتمبر - كشفت ناسا أول صورة ضوئية (انظر الصورة) (التقطت في 7 أغسطس 2018) بواسطة القمر الصناعي الاستطلاعي (TESS)، وهو تلسكوب فضاء مصمم للبحث عن الكواكب الخارجية في منطقة 400 مرة أكبر من تلك التي يغطيها كيبلر مهمة.
- 20 سبتمبر
  - أعلن باحثون في المركز الطبي لمستشفى الأطفال في سينسيناتي أول نسيج مريئي بشري نما بالكامل من خلايا جذعية متعددة القدرات.
  - باحثون يحددون الخلايا الجذعية البشرية الهيكلية لأول مرة.
  - اكتشف العلماء جزيئات من الدهون في أحفورة قديمة للكشف عن أول حيوان مؤكد في السجل الجيولوجي الذي عاش على الأرض قبل 558 مليون سنة.
  - إقترحت ورقة في مجلة Cryosphere ، من اتحاد علوم الأرض الأوروبية ، أن بناء الجدران على قاع البحر يمكن أن يوقف انزلاق الكتل الجليدية تحت سطح البحر ، التي تذوب بسبب ارتفاع درجات حرارة المحيطات.
  - باستخدام بيانات من مرصد الأشعة السينية التابع لوكالة الفضاء الأوروبية XMM-Newton ، ذكر علماء الفلك أول اكتشاف للمادة التي تقع في ثقب أسود عند 30٪ من سرعة الضوء ، وتقع في وسط المجرة البعيدة على بعد مليار عام واسم هذه المجرة هو PG211 + 143.
- 21 سبتمبر - قام المسبار الياباني «هايابوسا 2» بنشر اثنين من الهبوط على سطح الكويكب «ريوجو» الكبير.
- 24 سبتمبر
  - كشفت البيانات المأخوذة من المركبة الفضائية كاسيني-هيغنز ، التي استكشفت زحل وأقماره بين عامي 2004 و 2017، ما يبدو أنه ثلاث عواصف ترابية عملاقة ، لأول مرة في المناطق الاستوائية من القمر تيتان بين عامي 2009 -2010.
  - وصف علماء الفلك العديد من أنظمة النجميات المنزلية المحتملة التي قد يبدأ منها الكائن البينجمي «أوماموا»، الذي كان يمر عبر النظام الشمسي في أكتوبر عام 2017، رحلة بين النجوم. تشير الدراسات إلى أن الجسم البينجمي ليس كويكبًا ولا مذنبًا.
- 25 سبتمبر

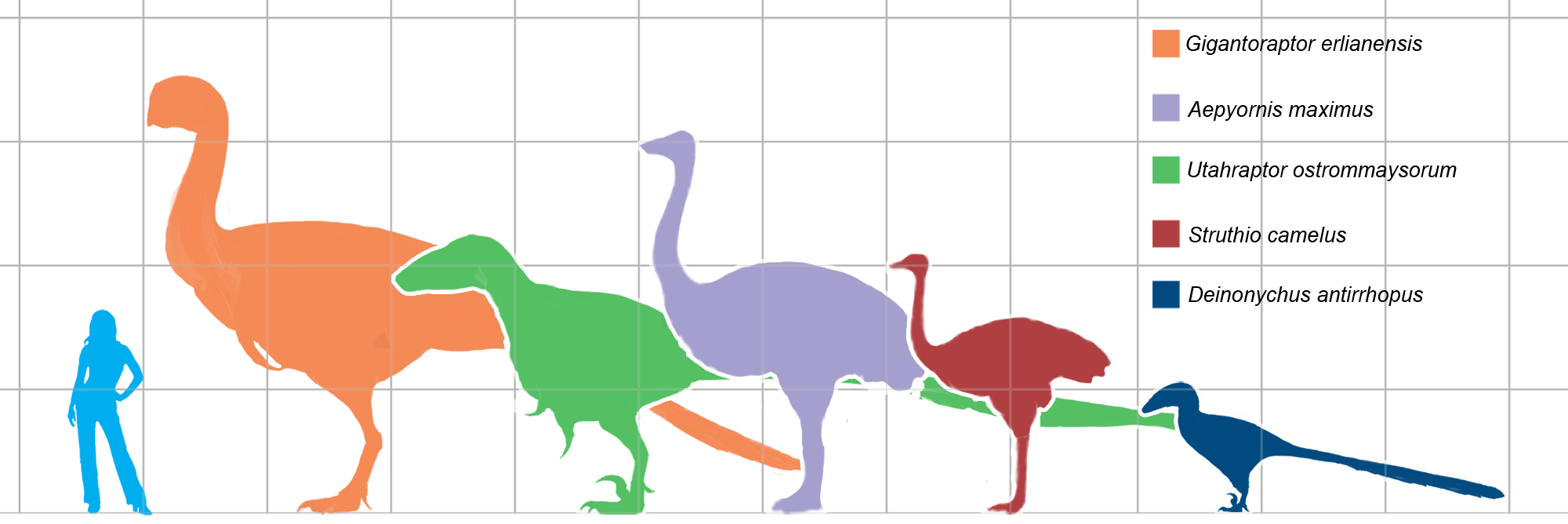
25 سبتمبر: titan Vorombe (مماثلة للأرجواني فوق ؛ المارون ، النعامة ؛ جميع الديناصورات الأخرى غير الطيرية) ، طائر الفيل المنقرض ، قرر أن يكون أكبر طائر معروف بأنه موجود.

  - 25 سبتمبر: titan Vorombe (مماثلة للأرجواني فوق ؛ المارون ، النعامة ؛ جميع الديناصورات الأخرى غير الطيرية) ، طائر الفيل المنقرض ، قرر أن يكون أكبر طائر معروف بأنه موجود.أفاد باحثون طبيون أن الأحماض الدهنية أوميغا 3 قد تقلل إلى حد كبير من خطر الإصابة بأمراض القلب والأوعية الدموية لدى بعض المرضى الذين لديهم تاريخ من أمراض القلب أو مرض السكري من النوع الثاني.
  - قرر العلماء أن طائر الفيروم تيتان ، وهو طائر الفيل المنقرض من جزيرة مدغشقر التي بلغت أوزانها 800 كيلوغرام (1,800 رطل) وارتفاعها 3 أمتار (9.8 قدم)، هو أكبر طائر معروف بوجوده.
- 26 سبتمبر - يقدم الباحثون دليلاً على أن مركبات الفسفور ، المكونات الرئيسية للحياة ، تصنع في الفضاء بين النجوم وتوزع في جميع أنحاء الفضاء الخارجي ، بما في ذلك الأرض المبكرة.
- 27 سبتمبر - خلصت دراسة في مجلة ساينس العلمية إلى أن ثنائي الفينيل متعدد الكلور (PCBs) يمكن أن يؤدي إلى خفض عدد الحيتان القاتلة إلى النصف في أكثر المناطق تلوثاً خلال 30-50 سنة.

### أكتوبر
- 1 أكتوبر
  - فاز جيمس بي أليسون من الولايات المتحدة وتاسكو هونجو من اليابان بجائزة نوبل في علم وظائف الأعضاء أو الطب "لاكتشافهما علاج السرطان عن طريق تثبيط تنظيم المناعة السلبية.
  - وجد الباحثون الذين تمولهم وكالة ناسا أن الرحلات الطويلة إلى الفضاء الخارجي ، بما في ذلك السفر إلى كوكب المريخ ، قد تتسبب في تلف الأنسجة المعدية المعوية بشكل كبير في رواد الفضاء. تدعم الدراسات العمل السابق الذي وجد أن مثل هذه الرحلات يمكن أن تلحق أضرارًا كبيرة بأدمغة رواد الفضاء ، وتعرّضهم للأعصاب قبل الأوان. ومع ذلك ، وعلى عكس الظروف في الفضاء ، اعترفت الدراسة بجرعات الإشعاع الكاملة خلال فترات قصيرة.
  - أعلن علماء الفلك عن اكتشاف TG387 عام 2015 (المعروف أيضًا باسم "The Goblin")، وهو عبارة عن جسم نتروني وعائي في الجزء الأبعد من النظام الشمسي ، مما قد يساعد في تفسير بعض التأثيرات الظاهرة لكوكب افتراضي يدعى Planet Nine (أو Planet) X).
- 2 أكتوبر
  - آرثر أشكين من الولايات المتحدة ، وجيرارد مورو من فرنسا ودونا ستريكلاند من كندا يحصلون على جائزة نوبل في الفيزياء «لاختراعات رائدة في مجال فيزياء الليزر».
  - أعلن علماء الفلك الذين يستخدمون بيانات من بعثة غايا عن اكتشاف نجوم مارقة عالية السرعة يندفعون نحو درب التبانة ، ربما ينشأ من مجرة أخرى.
- 3 أكتوبر
  - فرانسيس ه. أرنولد من الولايات المتحدة ، جورج بي سميث من الولايات المتحدة وغريغوري بي. وينتر من المملكة المتحدة يحصلون على جائزة نوبل في الكيمياء لعملهم في العلوم التطورية.
  - نشر علماء الفلك تفاصيل عن مرشح خارجي ، Kepler-1625b I ، مما يشير إلى أن له كتلة وقطر مشابه لنبتون ، ويدور حول كوكب خارج المجموعة الشمسية Kepler-1625b.
- 4 أكتوبر - أعلن باحثون في جامعة ماكماستر عن تطوير تقنية جديدة تسمى «محاكي الكوكب» للمساعدة في دراسة أصل الحياة على كوكب الأرض وما بعده.
- 5 أكتوبر - تعرض تليسكوب الفضاء هابل لفشل ميكانيكي حيث فقد أحد الجيروسكوبات اللازمة لتوجيه المركبة الفضائية. تم وضعه في وضع «آمن» بينما يحاول العلماء إصلاح المشكلة.
- 8 أكتوبر

8 أكتوبر: أصدرت الهيئة الحكومية الدولية المعنية بتغير المناخ تقريرا خاصا عن الاحترار العالمي ، مشيرة إلى ضرورة الحفاظ على ارتفاع درجة حرارة الأرض أقل من 1.5 درجة مئوية.

  - 8 أكتوبر: أصدرت الهيئة الحكومية الدولية المعنية بتغير المناخ تقريرا خاصا عن الاحترار العالمي ، مشيرة إلى ضرورة الحفاظ على ارتفاع درجة حرارة الأرض أقل من 1.5 درجة مئوية.أصدتر الهيئة الحكومية الدولية المعنية بتغير المناخ تقريرها الخاص حول الاحترار العالمي بمقدار 1.5 درجة مئوية ، محذرة من أن «هناك تغييرات سريعة وبعيدة المدى وغير مسبوقة في جميع جوانب المجتمع» مطلوبة للحفاظ على الاحترار العالمي أقل من 1.5 درجة مئوية.
  - أعلن الباحثون عن مسارات كيميائية ذات درجة حرارة منخفضة من مركبات عضوية بسيطة إلى مواد كيميائية هيدروكربونية عطرية معقدة متعددة الحلقات (PAH). قد تساعد هذه المسارات الكيميائية في توضيح وجود PAHs في الغلاف الجوي المنخفض الحرارة لتيتان ، وهو قمر كوكب زحل ، وقد تكون مسارات مهمة ، من حيث فرضية PAH العالمية ، في إنتاج سلائف للكائنات الكيميائية الحيوية المرتبطة بالحياة كما نحن نعرفه.
- 10 أكتوبر
  - كشف علماء الفلك عن 19 انفجاراً جديداً غير متكرر من طراز FRB تم اكتشافه من قبل (Australian Square Kilomet Array Pathfinder (ASKAP.
  - علماء الفيزياء اعلنوا عن إنتاج التشابك الكمي باستخدام الكائنات الحية ، ولا سيما بين البكتيريا الحية والضوء كميا.
- 11 أكتوبر
  - اشار علماء الفيزياء إلى أن سلوك الكم يمكن تفسيره بالفيزياء الكلاسيكية لجزيء واحد ، ولكن ليس للجسيمات المتعددة كما في التشابك الكمي وما يرتبط بها من ظواهر غير محدودة («عمل مخيف من بعيد»، وفقًا لألبرت أينشتاين).
  - قدم علماء الفلك في جامعة هارفارد نموذجًا تحليليًا يشير إلى إمكانية تبادل المادة ـ وربما الجراثيم النائمة ـ عبر المسافات الشاسعة بين المجرات ، وهي عملية يطلق عليها مصطلح «panspermia المجري»، ولا تقتصر على نطاق محدود لأنظمة الطاقة الشمسية.
  - تم إعلان عن أسرع كاميرا في العالم ، قادرة على التقاط 10 تريليون إطار في الثانية ، من قبل المعهد الوطني للعلوم التطبيقية (INRS) في كيبيك ، كندا.
- 15 أكتوبر - توصلت دراسة أجرتها مؤسسة Rensselaer Polytechnic Institute إلى أن مجموعات الحشرات في بورتوريكو قد تحطمت منذ السبعينيات ، حيث تشهد بعض الأنواع انخفاضاً يبلغ 60 ضعفًا في الأعداد. ويعزى الانخفاض إلى ارتفاع درجات حرارة الغابات المدارية 2.0 درجة مئوية.
- 16 أكتوبر
  - صدر الكتاب الأخير الذي نشره الفيزيائي ستيفن هوكينج بعنوان «إجابات موجزة للأسئلة المهمة».
  - توقع تحليل شامل للاتجاهات الديموغرافية المنشورة في مجلة The Lancet أن جميع البلدان قد تشهد على الأقل زيادة طفيفة في متوسط العمر المتوقع بحلول عام 2040. ومن المتوقع أن تتفوق إسبانيا على اليابان حيث ترتفع من المركز الرابع إلى المركز الأول ، بمتوسط عمر يبلغ 85.8 سنوات.
  - أفاد علماء الفلك أن GRB 150101B ، وهو حدث انفجار في أشعة جاما تم اكتشافه في عام 2015، قد يكون مرتبطًا بشكل مباشر بـ GW170817 التاريخي ، وهو حدث موجات جاذبية تم اكتشافه في عام 2017، ويرتبط باندماج نجمتين نيوترونيتين. إن أوجه التشابه بين الحدثين ، من حيث أشعة جاما ، والانبعاثات الضوئية والأشعة السينية ، وكذلك طبيعة المجرات المضيفة المرتبطة بها ، هي «مدهشة»، مما يوحي بأن الحدثين المنفصلين قد يكونا نتيجة لعملية الدمج. من النجوم النيوترونية ، وكلاهما قد يكون kilonova (أي ، وميض مضيئة من الضوء المشع الذي ينتج عناصر مثل الفضة والذهب والبلاتين واليورانيوم)، والتي قد تكون أكثر شيوعا في الكون مما كان مفهوما سابقا ، وفقا للباحثين.
- 17 أكتوبر
  - أعلن الباحثون عن الوراثة اللاجينية الوراثية المحتملة (أي انتقال المعلومات من جيل واحد من كائن حي إلى الجيل التالي الذي يؤثر على سمات النسل دون تغيير البنية الأولية للحمض النووي) في شكل انتقال أبوي للذاكرة اللاجينية عبر كروموسومات الحيوانات المنوية الدودة المستديرة Caenorhabditis elegans ، وهو كائن مختبر مختبري.
  - توصلت دراسة أجرتها جامعة ستانفورد إلى أن استخدام الواقع الافتراضي يمكن أن يؤدي إلى تعاطف الناس أكثر من الأشكال الأخرى من الوسائط الاجتماعية.
- 20 أكتوبر - تم إطلاق المسبار المشترك ESA / JAXA BepiColombo إلى كوكب عطارد.
- 22 أكتوبر
  - تنبأت دراسة أجرتها جامعة ألباني بأن الغطاء الجليدي لكيلكايا في بيرو سيصل إلى حالة من التراجع الذي لا رجعة فيه بحلول منتصف 2050، إذا استمرت الاتجاهات الحالية للاحترار.
  - قام الباحثون في جامعة كوينزلاند بإعادة إنزيمات عمرها 450 مليون سنة مع بروتينات قابلة للحرارة ، والتي يمكن أن تتحمل درجات حرارة أعلى ، ويمكن استخدامها لتحسين الأدوية والعلاج الجيني.24 أكتوبر: أقدم الأسلحة ، ونقاط رمح ، والتي تعود إلى 15500 سنة مضت ، وجدت في أمريكا الشمالية [ملاحظة: مماثلة ، ولكن في الآونة الأخيرة ، نقطة كلوفيس الصورة

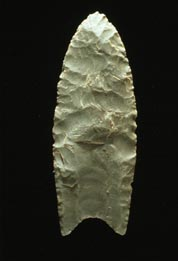
24 أكتوبر: أقدم الأسلحة ، ونقاط رمح ، والتي تعود إلى 15500 سنة مضت ، وجدت في أمريكا الشمالية [ملاحظة: مماثلة ، ولكن في الآونة الأخيرة ، نقطة كلوفيس الصورة

- 24 أكتوبر - أعلن العلماء عن اكتشاف أقدم الأسلحة التي عثر عليها في أمريكا الشمالية ، ونقاط الرمح القديمة ، والتي تعود إلى 13,500 - 15,500 سنة مضت ، مصنوعة من الشير ، التي سبقت ثقافة القرنفل (عادة ما تعود إلى 13,000 سنة مضت)، في ولاية تكساس.
- 26 أكتوبر - أكد علماء الفلك وجود أقمار صناعية لسحب الغبار ، تدعى Kordylewski clouds ، في مناطق شبه مستقرة (نقطتا L4 و L5 Lagrangian في نظام الأرض والقمر) على بعد 400.000 كم (250.000 ميل) فوق كوكب الأرض.
- 30 أكتوبر
  - أعلنت وكالة ناسا أن تلسكوب كيبلر الفضائي ، بعد نفاد الوقود ، وبعد تسع سنوات من الخدمة واكتشاف أكثر من 2600 من الكواكب الخارجية ، تقاعد رسميًا ، وسيحافظ على مداره الحالي الآمن بعيدًا عن الأرض.
  - أعلن العلماء عن إعادة الإعمار الافتراضية ثلاثية الأبعاد ، لأول مرة ، لقفص نياندرتال الصدري ، والذي قد يساعد الباحثين على فهم أفضل لكيفية تحرك هذا النوع البشري القديم وتنفسه.

### نوفمبر
- 1 نوفمبر

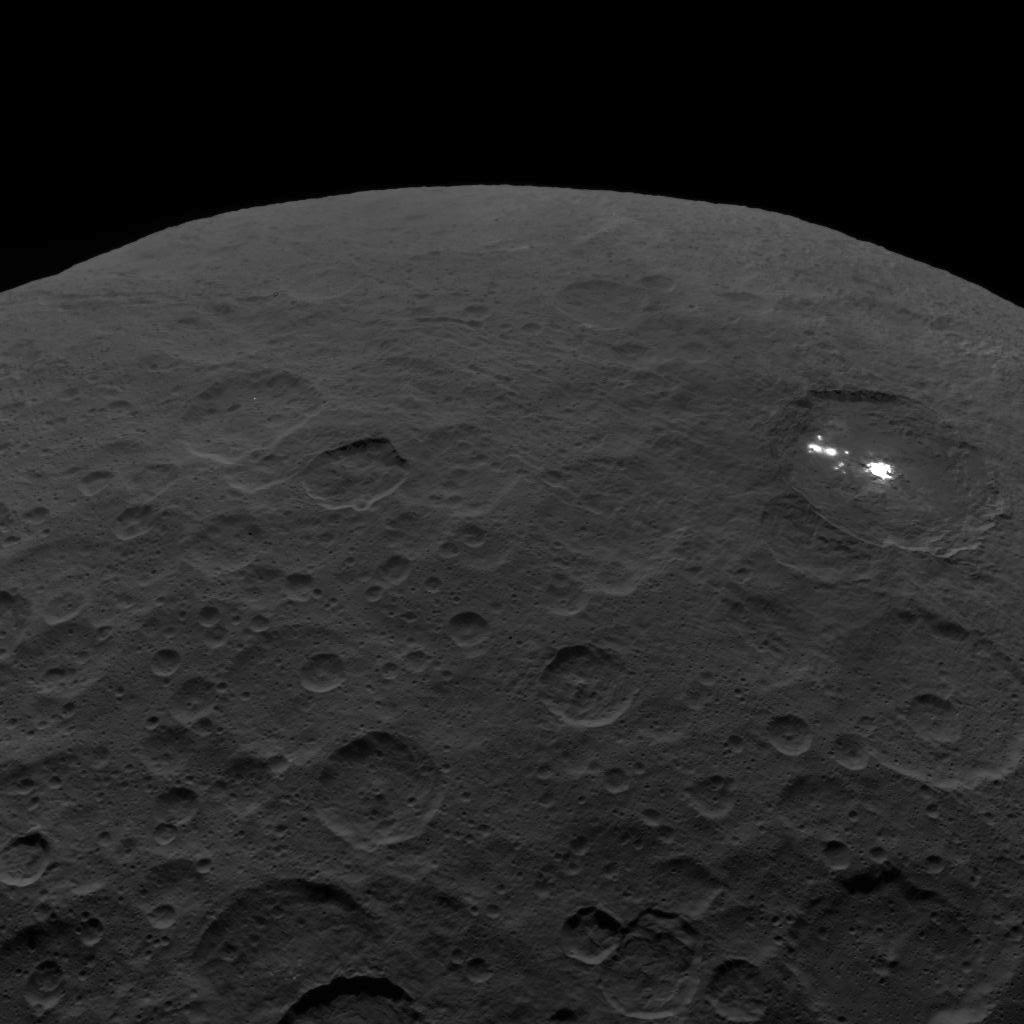
1 نوفمبر: تقاعدت المركبة الفضائية "دون" التي درست الكواكب الأولية "سيريس" و "فيستا" ، بعد مهمة استمرت 11 عامًا - في آخر وجهات النظر المصورة.

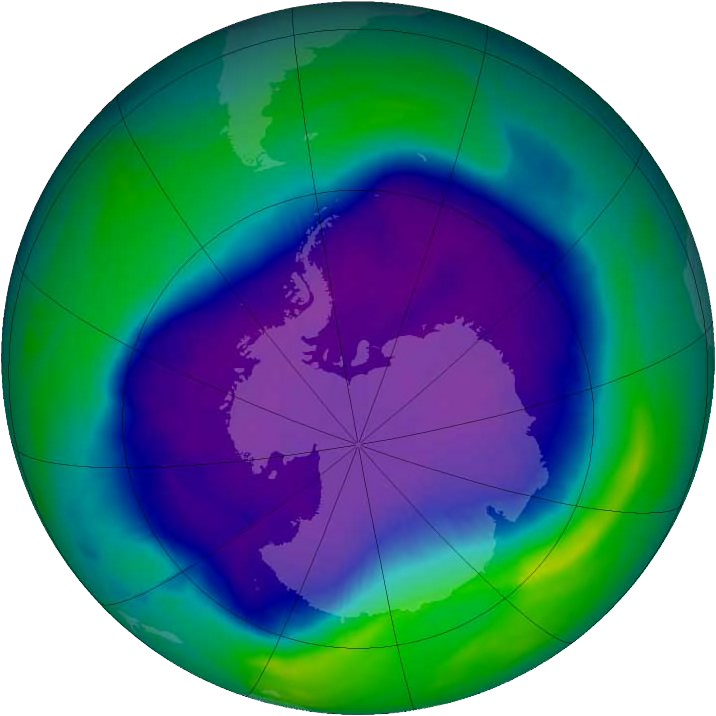
5 نوفمبر: ثقوب الأوزون القطبية تلتئم أسرع مما كان يعتقد سابقا ، ومن المتوقع أن تلتئم تماما بحلول عام 2060.

  - تم إطلاق مشروع Earth BioGenome ، وهو جهد عالمي مدته عشر سنوات لتسلسل جينومات كل الأنواع الحيوانية والنباتية والطفيلية والفطرية المعروفة على الأرض والبالغ عددها 1.5 مليون.
  - أعلنت وكالة ناسا عن التقاعد الرسمي ، بسبب استنفاد الوقود ، لمهمة مركبة الفضاء الفضائية «دون»، التي استغرقت 11 عامًا ، والتي درست اثنين من الكواكب الأولية ، «فيستاند سيريس». ستبقى المركبة الفضائية في مدار مستقر نسبياً حول سيريس على الأقل خلال العشرين سنة القادمة ، لتكون بمثابة «نصب تذكاري» للبعثة.
  - علماء روس يطلقون تسجيل فيديو لمركبة سيوز إم إس -10 الفضائية المأهولة التي تتضمن صاروخ سويوز-إف جي بعد إطلاقه في 11 أكتوبر 2018، بسبب حساس معيب ، أدى إلى تدمير الصاروخ. الطاقم ، رائد فضاء ناسا نيك لاهاي ورائد الفضاء الروسي أليكسي أوفشينين. نجا بأمان وبنجاح.
  - إقترح علماء الفلك من جامعة هارفارد أن الكائن البينجمي "قد يكون أواماموا أبحر شمسي خارج الأرض من حضارة غريبة ، في محاولة للمساعدة في تفسير" تسارع غريب "للكائن.
- 2 نوفمبر
  - خلص فريقان مستقلان من علماء الفلك ، بناءً على ملاحظات عديدة من علماء فلك آخرين في جميع أنحاء العالم ، إلى أن حدث AT2018cow غير المعتاد (المعروف أيضًا باسم Supernova 2018cow و SN 2018cow و "The Cow")، وهو انفجار فلكي قوي جدًا ، 10 - 100 كان أكثر سطوعًا من المستعرات العادية التي تم اكتشافها في 16 يونيو 2018، "إما ثقب أسود حديث التكوين في عملية تراكم المادة ، أو الدوران المحموم لنجم نيوتروني.
  - تم تشغيل أكبر جهاز كمبيوتر عملاق في العالم ، وهو جهاز "SpiNNaker"، بواسطة جامعة مانشستر ، إنجلترا.
- 4 نوفمبر - قدم علماء الجيولوجيا أدلة ، استنادًا إلى دراسات أجريت في غالي كريتر على متن المركبة الفضائية كوريوسيتي ، بأن هناك الكثير من الماء في أوائل المريخ.
- 5 نوفمبر
  - أفاد علماء الفلك باكتشاف أحد أقدم النجوم ، واسمه 2MASS J18082002-5104378 B ، في الكون ، حوالي 13.5 مليار سنة ، وربما واحدة من النجوم الأولى ، وهي نجمة صغيرة للغاية فائق المعادن (UMP) جعلت تقريبا بالكامل من المواد المنطلقة من الانفجار الكبير. اكتشاف النجم في مجرة درب التبانة المجرات قد تكون المجرة أكبر بثلاث مرات من الفكر السابق.
  - ظهر تقييم جديد لثقب الأوزون ، نشرته الأمم المتحدة ، أنه يتعافى بشكل أسرع مما كان يعتقد سابقا. وبمعدلات متوقعة ، من المتوقع أن يلتئم نصف الأوزون في نصف الكرة الشمالي ونصف الأوزون تمامًا بحلول عام 2030، يليه نصف الكرة الجنوبي في الخمسينات والمناطق القطبية بحلول عام 2060.
  - أعلن العلماء عن اكتشاف أصغر القردة المعروفة ، Simiolus minutus ، والتي كانت تزن حوالي ثمانية أرطال ، وعاشت قبل حوالي 12.5 مليون سنة في كينيا في شرق أفريقيا.
- 7 نوفمبر - أعلن العلماء عن اكتشاف أقدم لوحة فنية مجازية معروفة ، أكثر من 40000 (ربما يبلغ من العمر 52000 سنة)، من حيوان مجهول ، في كهف لوبانغ جرجي ساليه في جزيرة بورنيو الإندونيسية (انظر الصورة).
- 12 نوفمبر - أعلن معهد الصين لفيزياء البلازما أن البلازما في توكاماك المتقدمة الفائقة التجريبية (EAST) قد وصلت إلى 100 مليون درجة مئوية.
- 14 نوفمبر - أعلن علماء الفلك عن اكتشاف GJ 699 b ، وهو عبارة عن أرض فائقة تدور بالقرب من خط نجم بارنارد ، على بعد ست سنوات ضوئية من الأرض.
- 16 نوفمبر
  - صوت المؤتمر العام السادس والعشرون المعني بالأوزان والمقاييس (CGPM) بالإجماع لصالح التعريفات المنقحة لوحدات القاعدة SI ، التي اقترحتها اللجنة الدولية للأوزان والمقاييس (CIPM) في وقت سابق من ذلك العام. التعاريف الجديدة تدخل حيز التنفيذ في 20 مايو 2019.
  - كشف الباحثون في المعهد الوطني الياباني للعلوم والتكنولوجيا المتقدمة (AIST) عن نموذج إنسان آلي بشري ، HRP-5P ، يهدف إلى القيام بأداء العمل الثقيل بشكل مستقل أو العمل في بيئات خطرة.
  - استنتج علماء الفلك أن العديد من الأخاديد على فوبوس ، أحد اثنين من أقمار التي تدور حول المريخ ، كانت سببها الصخور ، طردت من تأثير الكويكبات التي أوجدت فوهة الصنوبرة (التي تأخذ جزءًا كبيرًا من سطح القمر)، التي تدحرجت على سطح القمر.
- 19 نوفمبر - اختارت ناسا حفرة جيزيرو على كوكب المريخ كموقع هبوط لمركبة مارس 2020، التي ستطلق في 17 يوليو 2020، وستهبط على المريخ في 18 فبراير 2021.19 نوفمبر: اختارت وكالة ناسا حفرة جيزيرو كموقع هبوط لبعثة المريخ 2020 ، للهبوط على سطح المريخ في فبراير 2021.
- 20 نوفمبر

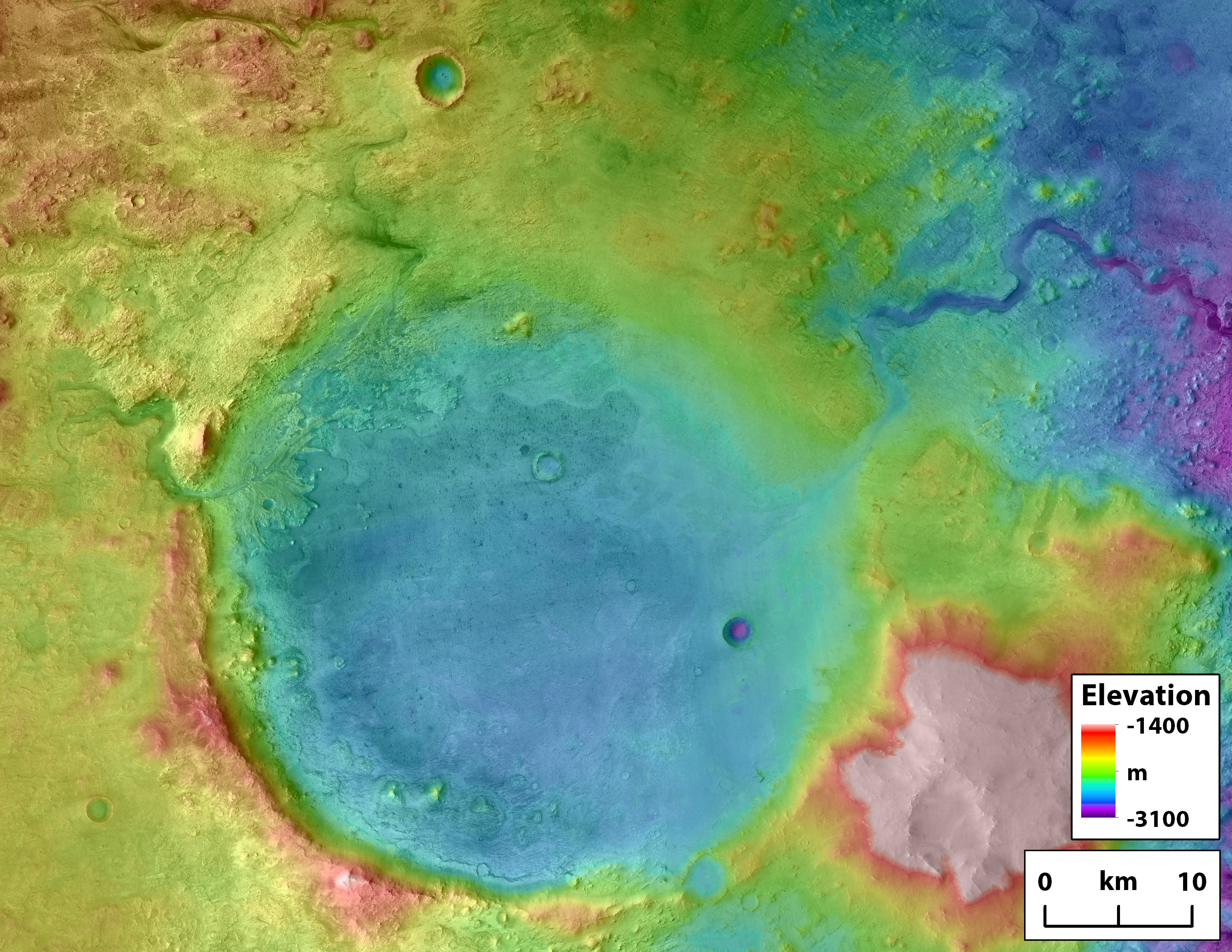
19 نوفمبر: اختارت وكالة ناسا حفرة جيزيرو كموقع هبوط لبعثة المريخ 2020 ، للهبوط على سطح المريخ في فبراير 2021.

  - أعلن علماء الفلك عن استخدام طريقة قوية جديدة ، NIRSpec في وضع البصريات التكيفية (AO)، (NIRSPAO)، للبحث عن التوصيفات الحيوية على الكواكب الخارجية.
  - نشرت المنظمة العالمية للأرصاد الجوية (WMO) أحدث نشرة للغازات الدفيئة (Greenhouse Gas Bulletin)، تُظْهِر تركيزات عالية من غازات الاحتباس الحراري المحتبرة ، مع بلوغ مستويات ثاني أكسيد الكربون (CO2) 405.5 جزء في المليون (ppm) في عام 2017، من 403.3 جزء في المليون في عام 2016 و 400.1 جزء في المليون في عام 2015. وتشير المنظمة العالمية للأرصاد الجوية إلى أنه «لا يوجد ما يشير إلى انعكاس في هذا الاتجاه ، مما يؤدي إلى تغير المناخ على المدى الطويل ، وارتفاع مستوى سطح البحر ، وتحمض المحيطات ، والطقس الأكثر تطرفًا».
- 22 نوفمبر
  - اكتشف العلماء في جامعة مانشستر 35 جينة تؤهب الناس لمرض مزمن في الكلى.
  - خلص البحث الذي نشر في «أبحاث البيئة» إلى أن حقن الأيروسول في الستراتوسفير للحد من ظاهرة الاحتباس الحراري «ممكنة تقنياً» وأنها ستكون «غير مكلفة بشكل ملحوظ» من 2 إلى 2.5 مليار دولار سنوياً خلال السنوات الخمس عشرة الأولى.
- 23 نوفمبر
  - تم إصدار المجلد الثاني من التقييم الوطني الرابع للمناخ (NCA4) من قبل الحكومة الأمريكية.
  - أعلنت الحكومة البرازيلية أن إزالة الغابات في غابات الأمازون المطيرة وصلت إلى أعلى معدل لها منذ عقد من الزمن ، حيث تم تدمير 7900 كيلومتر مربع (3050 ميل مربع) بين أغسطس 2017 ويوليو 2018، ويرجع ذلك إلى حد كبير إلى قطع الأشجار بشكل غير قانوني.
  - أفاد باحثون ، بعد الكشف عن وجود سلالات بكتيرية مأخوذة من البكتريا المعزولة، وبعد اكتشاف وجودها على محطة الفضاء الدولية (ISS)، أنه ليس هناك أي مسبب للمرض ، على أن الكائنات الدقيقة في المحطة الفضائية الدولية يجب مراقبتها بعناية لمواصلة ضمان بيئة صحية طبيا لرواد الفضاء.
- 24 نوفمبر - ذكر العلماء أن جميع مجموعات الحيوانات الموجودة تقريبا ، بما في ذلك البشر ، قد تكون نتيجة للتوسع السكاني الذي بدأ منذ مائة إلى مائتي ألف عام ، استنادا إلى دراسات الحمض النووي للميتوكوندريا الجينية.
- 25 نوفمبر - أعلن علماء صينيون عن ولادة فتاتين إنسويتين ، لولو ونانا ، كأول طفلين تم تعديلهما وراثيا في العالم. تم تحرير الجينات البشرية لمقاومة فيروس نقص المناعة البشرية.26 نوفمبر: أول ضوء تم الحصول عليه من مركبة إنسايت على كوكب المريخ.

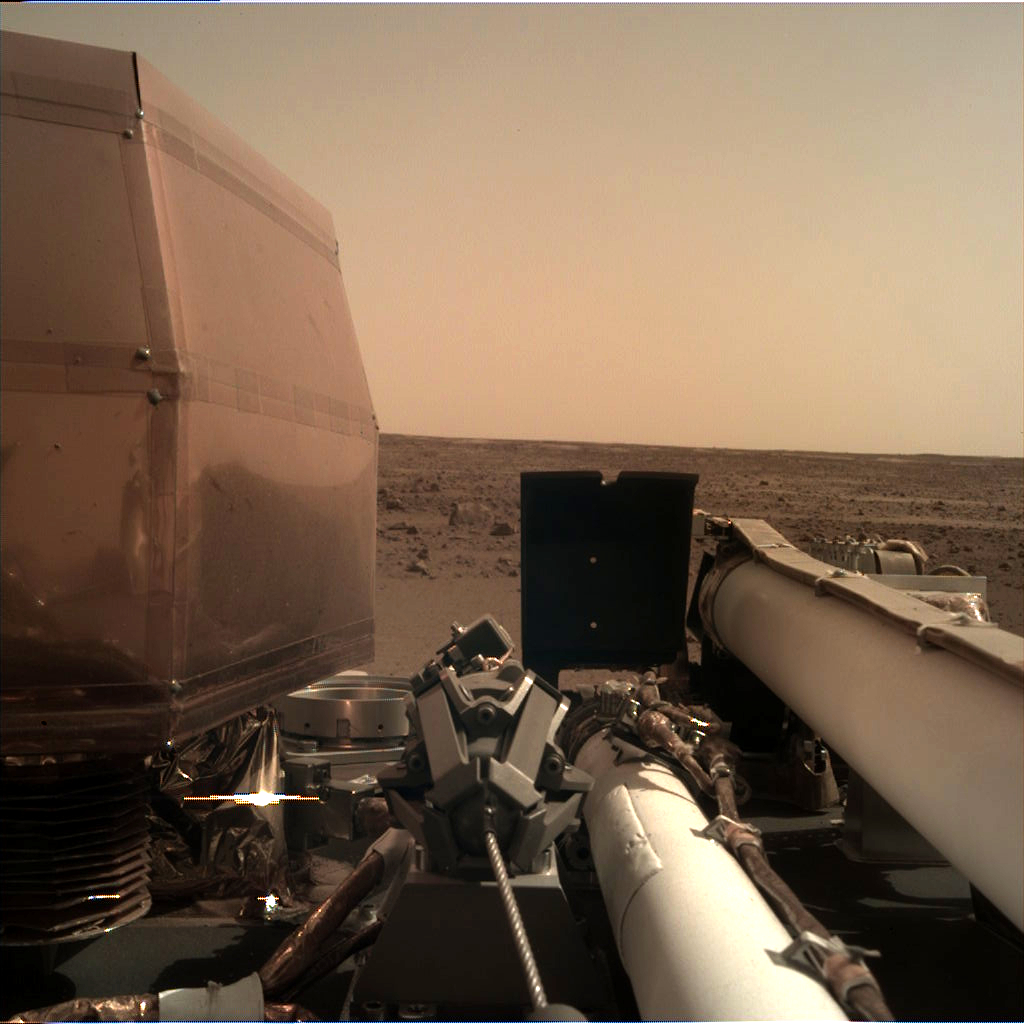
26 نوفمبر: أول ضوء تم الحصول عليه من مركبة إنسايت على كوكب المريخ.

- 26 نوفمبر - وكالة ناسا تشير إلى أن InSight Lander هبطت بنجاح على كوكب المريخ. وتم استلام صورتين
- 27 نوفمبر - نشر باحثون في جامعة جنوب كاليفورنيا تفاصيل عن لقاح شلل الأطفال المجفّد المجفف الذي لا يتطلب التبريد.

### ديسمبر
- 3 ديسمبر - اعلنت ناسا وصول المركبة الفضائية أوزيريس - ريكس إلى الكويكب الكربوني Bennu بعد رحلة مدتها سنتان.
- 5 ديسمبر
  - وضع الباحثون خوارزمية جديدة ، تعتمد على التعلم العميق ، قادرة على حل اختبارات CAPTCHA المستندة إلى النصوص في أقل من 0.05 ثانية.
  - أعلن علماء في المملكة المتحدة عن الانتهاء من مشروع 100 مليون جينومز.
  - أظهرت الأبحاث التي نشرها مشروع الكربون العالمي انبعاثات كربونية عالية بلغت 37.1 مليار طن متري في عام 2018، مدفوعة بسوق مزدهر للسيارات واستخدام الفحم المستمر في الصين.

## الأحداث المتوقعة والمحددة

### التاريخ غير معروف
- من المتوقع أن يصدر تلسكوب الحدث الأفقية الصورة الأولى لثقب أسود.

## الجوائز
- ميداليات ميدالية - كوشير بيركار ، أليسيو فيغالي ، بيتر شولز ، أكشاي فينكاتيش.
- جائزة نوبل في علم وظائف الأعضاء أو الطب - جيمس. أليسون وتاسكو هونجو ، «لاكتشاف علاج السرطان عن طريق تثبيط تنظيم المناعة السلبية».
- جائزة نوبل في الفيزياء - آرثر أشكين وجيرار مورو ودونا ستريكلاند ، «لاختراعات رائدة في مجال فيزياء الليزر».
- جائزة نوبل في الكيمياء - فرانسيس هـ. آرنولد ، «للتطور الموجه للأنزيمات»، جورج بي سميث وغريغوري ب. وينتر ، «للعرض الملتهب للببتيدات والأجسام المضادة».

## الوفيات
- 5 يناير - توماس بوب ، عالم فلك أمريكي (ولد 1949).
- 1 فبراير - باريز كيت ، عالم الصواريخ البيلاروسي الأمريكي (ولد 1910).
- 2 فبراير - جوزيف Polchinski ، الفيزيائي النظري الأمريكي (ولد 1954).
- 4 فبراير - آلان بيكر ، عالم الرياضيات البريطاني (ولد 1939).
- 5 فبراير - دونالد ليندن بيل ، عالم الفيزياء الفلكية البريطاني (ولد 1935).
- 10 فبراير - ألان ر. باترسبي ، كيميائي عضوي بريطاني (ولد 1925).
- 18 فبراير - غونتر بلوبل ، عالم الأحياء الألماني الأمريكي والحائز على جائزة نوبل (ولد 1936).
- 21 فبراير - ريتشارد إي تايلور ، الفيزيائي الكندي الحائز على جائزة نوبل (ولد 1929).
- 6 مارس - جون سولستون ، عالم الأحياء البريطاني والحائز على جائزة نوبل (ولد 1942)
- 14 مارس - ستيفن هوكينج ، الفيزيائي النظري البريطاني وكوسمولوجي بريطاني (ولد 1942).
- 7 أبريل - بيتر غرونبيرغ ، فيزيائي ألماني وحائز على جائزة نوبل (ولد 1939).
- 29 يونيو - أرفيد كارلسون ، عالم الجهاز العصبي السويدي والحائز على جائزة نوبل (ولد 1923).
- 18 يوليو - بيرتون ريختر ، الفيزيائي الأمريكي والحائز على جائزة نوبل (ولد 1931).
- 23 سبتمبر - تشارلز ك. كاو ، فيزيائي من هونغ كونغ - أمريكي - بريطاني وحائز على جائزة نوبل (ولد 1933).